# Sapeurs-pompiers (France)
Pour l’article homonyme, voir Sapeurs-Pompiers de France (magazine).
En France, le terme « pompiers » est souvent utilisé dans un sens englobant tous les acteurs de la sécurité civile et de la lutte contre l'incendie.
En 2021, en France, les sapeurs-pompiers sont au nombre de 252 700 comprenant :
- 197 800 sapeurs-pompiers volontaires (78 %) ;
- 41 800 sapeurs-pompiers professionnels (17 %) ;

- 13 200 sapeurs-pompiers militaires (5 %): sapeurs de la brigade de sapeurs-pompiers de Paris (BSPP), marins du bataillon de marins-pompiers de Marseille (BMPM) ; sapeurs-sauveteurs de la brigade militaire de la sécurité civile (BMSC) — regroupant les régiments et unités d'instructions et d'interventions de la sécurité civile (RIISC / UIISC) — anciennement dénommés formations militaires de la sécurité civile (ForMiSC).

Parmi les 252 700 sapeurs-pompiers, 48 204 sont des femmes, les sapeuses-pompières, soit 20 % des effectifs. Le nombre de jeunes sapeurs-pompiers est de 28 200. Les personnels administratif et technique sont au nombre de 11 300[Quand ?].
Juridiquement, la notion de « sapeur-pompier » ne désigne que les fonctionnaires des services départementaux d'incendie et de secours ainsi que les militaires de la brigade de sapeurs-pompiers de Paris (BSPP).
Il existe d'autres professions qui ne peuvent juridiquement pas être considérées comme des sapeurs-pompiers mais qui peuvent se rattacher à l'appellation de « pompier » en raison de leurs missions.
Les missions des sapeurs-pompiers sont le secours et la protection des personnes, des animaux, des biens et de l'environnement, la lutte contre les périls et les conséquences des accidents de toute nature : inondations, pollution, incendies, accidents de la route, etc.
Les moyens privés et surtout les moyens militaires peuvent prêter main-forte aux sapeurs-pompiers dans un périmètre autour des établissements protégés. Par ailleurs, des conventions locales existent entre les sapeurs-pompiers du service public civil avec ceux des Armées pour le secours public.
Les sapeurs-pompiers de statuts militaires peuvent partir en opérations extérieures (OPEX), pour mettre à profit leurs compétences en matière de sauvetage, de prévention ou de lutte contre l'incendie ou contre tout autre sinistre que ce soit au profit des populations ou au profit des forces armées engagées. Les sapeurs-pompiers du service public, de tous statuts, peuvent également partir pour des missions à l'étranger sous mandat civil, sachant que le besoin en unité constituée est généralement assuré par les UIISC.

## Histoire

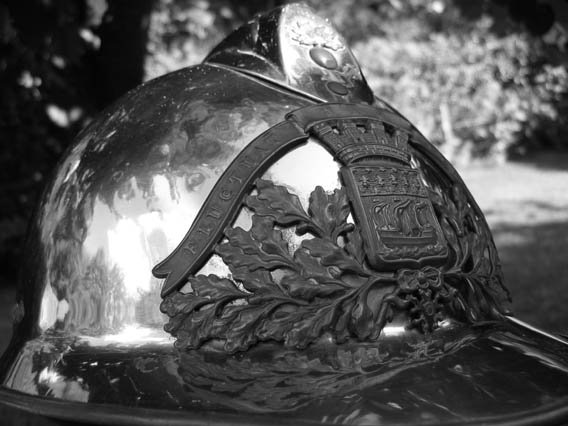
Casque des pompiers de Paris (années 1940).

### Devise et sainte patronne
Les devises sont : 
- « Courage et dévouement » pour les sapeurs-pompiers français,
- « Sauver ou périr » pour les sapeurs-pompiers de Paris,
- «Servir pour sauver» pour les sapeurs-sauveteurs de la BMSC — anciennement ForMiSC — regroupant les RIISC/UIISC,
- « Honneur - Patrie - Valeur - Discipline » pour les marins-pompiers de Marseille.

Certains corps sont placés sous le patronage de la Sainte Barbe, dont la fête du 4 décembre est célébrée par la plupart des sapeurs-pompiers depuis la IIIe République.

### Origine et étymologie
Le nom composé « sapeur-pompier » témoigne de la double filiation qui a donné lieu à la constitution d’un corps moderne destiné à la lutte contre les incendies et désordres naturels, :
- une composante civile, celle des « gardes pompes » et « pompiers » issue du XVIIe siècle, citoyens rétribués pour endosser la responsabilité des agrès de pompes à bras assurant la protection contre l’incendie des principaux lieux de résidence étatiques et de certaines villes, au premier rang desquelles la capitale, Paris (par décret de 1722) ;
- une composant militaire, celle des « sapeurs » de la Garde Impériale, membres du génie et responsables des travaux de sapes ainsi que de la protection incendie au sein de l’armée napoléonienne.

Le terme « sapeur » désigne ainsi toute personne qui réalise des travaux de sape, c’est-à-dire d’attaque de fondations dans le but d’écrouler un bâtiment, ce qui est une des tactiques de lutte contre l’incendie (éviter la propagation du feu). Dans le contexte militaire français, Napoléon Ier, furieux contre les gardes pompes civils qui furent incapables de maîtriser l’incendie de l’ambassade d’Autriche en 1810, confie dans la foulée la lutte contre l’incendie aux sapeurs de sa Garde Impériale.
Les réformes successives de l’organisation de la protection contre les périls du feu, durant la période Révolution-Restauration, aboutissent à la coordination, puis à la fusion de ces deux corps par un décret impérial daté du 18 septembre 1811, avec la création du Bataillon de Sapeurs-pompiers de Paris.
Cette dynamique s’étendra au reste du territoire dans les décennies suivantes, entérinant l’appellation « sapeur-pompier » tout en en conservant une structuration militaire avec des grades et une chaîne de commandement adaptés aux missions spécifiques de ce corps nouvellement constitué.

### Chronologie

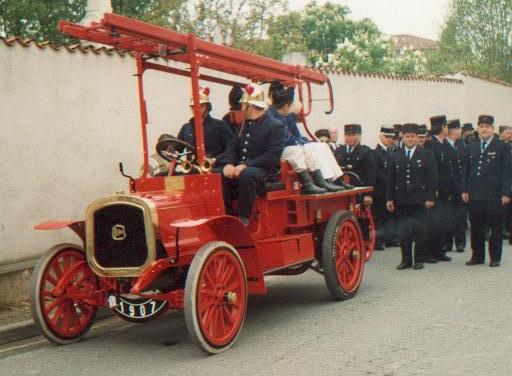
Camion des sapeur-pompiers français datant de 1907.

#### La gestion des incendies au Moyen Âge
Entre le VIe siècle et le XVIe siècle, des veilles de nuit sont organisées par des corps non spécialisés pour assurer le service du feu. Cette mission pouvait être accomplie par les habitants, les maçons, les charpentiers, les couvreurs, ainsi que certains ordres religieux tels que les Capucins,.
Bien que des systèmes de seringues pour projeter l'eau tels que les sanguettes furent utilisées dès le XVIe siècle, les moyens de lutte contre l'incendie les plus courants étaient les seaux d'eau, ainsi que les techniques de sape pour «faire la part du feu», c'est-à-dire éviter sa propagation,.

#### XVIIesiècle
À la fin du XVIIe siècle, les premières pompes à incendies sont introduites en France grâce à François Dumouriez du Perrier. En 1699, Louis XIV lui en accorde la construction et la fourniture exclusive,.

#### XVIIIesiècle
Par une ordonnance royale du 23 février 1716, François Dumouriez du Perrier est nommé directeur des pompes à incendie, à la tête d'un corps d'une soixantaine de gardes-pompes dotés d'un uniforme et d'un drapeau, les "Gardes-Pompes". Si ce service fait preuve d'efficacité pendant plusieurs années, son organisation se délite sous la Révolution,.

#### XIXesiècle

##### La garde nationale
Fondée en 1789 lors de la Révolution et placée sous l'autorité des communes en 1790, la garde nationale est une milice armée, constituée des citoyens actifs âgés de 20 à 60 ans. Dissoute par Charles X, elle est reconstituée par la loi du 22 mars 1831 qui prévoit la constitution de corps communaux de sapeurs-pompiers. À cette occasion, le roi Charles X procède à un recensement des sapeurs-pompiers en faisant partie; on en dénombre 55 000, dont 45 000 équipés, mais on ignore si ce chiffre englobe les corps soldés n'appartenant pas à la Garde. Bien que la garde nationale soit dissoute par la loi du 25 août 1871, son article 1er prévoit le maintien des corps de sapeurs-pompiers «jusqu'à ce qu'un règlement d'administration publique ait pourvu à l'organisation générale de ces corps». Cette organisation des corps de sapeurs-pompiers n'interviendra qu'en 1875.

##### La Brigade des Sapeurs-Pompiers de Paris
À la suite de l'incendie de l'ambassade d'Autriche à Paris, Napoléon Ier créé le bataillon des sapeurs-pompiers de Paris par décret impérial du 18 septembre 1811, à partir des compagnies de garde-pompes qui avaient été créées en 1716. La constitution d'un corps militaire sous l'autorité du préfet de police avait pour objectif de garantir l'efficacité du service et la loyauté de ses agents. En 1866, l'empereur Napoléon III transforme par décret le bataillon en régiment de sapeurs-pompiers de Paris, unité rattachée à la direction de l'Infanterie. Ce régiment devient par décret pris par le général de Gaulle en 1967 brigade de sapeurs-pompiers, unité  du Génie, dont le budget est un budget annexe à celui de la Préfecture de la Police de Paris.

##### Le liseré rouge
Depuis la décision du Ministre de la Guerre du 1er avril 1826, un liseré rouge est obligatoirement ajouté sur la couture médiane du pantalon. Cette mesure visait à empêcher les sapeurs-pompiers, qui ne disposaient alors que de faibles revenus, de porter le pantalon de leur tenue militaire pendant leurs permissions. Contrairement à une croyance répandue, le passepoil n'a donc aucun lien avec la Légion d’honneur,.

##### L'organisation de corps communaux militaires
À la suite de la dissolution de la garde nationale, le gouvernement avait pour objectif d'organiser un service spécialisé dans la lutte contre les incendies et le sauvetage en cas de sinistre. Dans ce cadre, le décret du 29 septembre 1875 a créé des corps communaux de sapeurs-pompiers relevant du ministère de l'intérieur. Ces corps disposaient d'un uniforme spécifique.
Les communes disposant des moyens suffisants pouvaient constituer un corps communal en recrutant des sapeurs-pompiers sous statut militaire. En fonction de leurs effectifs, ces corps pouvaient être classés en tant que subdivision (14 à 50 hommes), compagnie (51 à 250 hommes), ou bataillon (251 à 500 hommes). Dans chaque département, le conseil général pouvait décider de confier le contrôle du fonctionnement du service des sapeurs-pompiers à un inspecteur nommé par le préfet.
Les recrues s’engageaient pour une durée d'au moins cinq ans. Les officiers étaient nommés par le Président de la République, sur proposition des préfets, tandis que les sous-officiers étaient nommés par le chef de corps. Le décret prévoyait l'emploi de musiciens dans les subdivisions, les compagnies et les bataillons. Des chirurgiens pouvaient également être recrutés dans les compagnies.
Des diplômes d'honneur pouvaient être remis par le ministère de l'intérieur aux sapeurs-pompiers comptant au moins trente années de service, et des médailles étaient prévues pour récompenser les agents les plus méritants.

#### XXesiècle

##### Démilitarisation et réorganisation des corps communaux
Pendant l'entre-deux guerres, l'organisation des corps communaux est révisée en profondeur. Le décret du 13 août 1925 prévoit que les sapeurs-pompiers sont désormais des agents civils sous l'autorité du ministère de l'intérieur, à l'exception des militaires du régiment des sapeurs-pompiers de Paris. Leurs missions sont élargies et incluent désormais «les secours, tant contre les incendies que contre les périls ou accidents de toutes natures menaçant la sécurité publique». C'est dans ce cadre qu'est formalisée la notion de service d'incendie et de secours. Par ailleurs, les corps de plus de 50 hommes incluent un service de santé assuré par un médecin-major. Ce décret est également à l'origine de la distinction entre les sapeurs-pompiers professionnels et les sapeurs-pompiers volontaires.
Le décret du 12 novembre 1938 permet d'organiser les services de secours et de défense contre l'incendie au niveau intercommunal ou départemental, ce qui ne remet pas pour autant en cause le rôle prépondérant de la commune dans la gestion des sapeurs-pompiers.
Cette structuration se poursuit pendant la IVe République. Un décret du 7 mars 1953 institue notamment le service de santé et de secours médical (SSSM) et précise le statut des sapeurs-pompiers volontaires.

##### Création de sapeurs-pompiers forestiers
Afin de répondre aux grands incendies ravageant la forêt des Landes de Gascogne, notamment durant les années 1940, le décret du 25 mars 1947 crée trois corps de sapeurs-pompiers forestiers professionnels dans chacun des départements de la Gironde, des Landes et du Lot-et-Garonne.

##### Apparition des services départementaux de protection contre l'incendie
Bien que des services départementaux d'incendie soient apparus dès 1938, il s'agissait d'organismes sans personnalité juridique dont la gestion causait de nombreux problèmes d'ordre financier et administratif. En réponse à ces difficultés, un décret du 20 mai 1955 créé les services départementaux de protection contre l'incendie. Ces structures sont des établissements publics dotés de la personnalité morale et de l'autonomie financière. Leur rôle est de coordonner l'action des centres communaux.

##### Le secours aux personnes

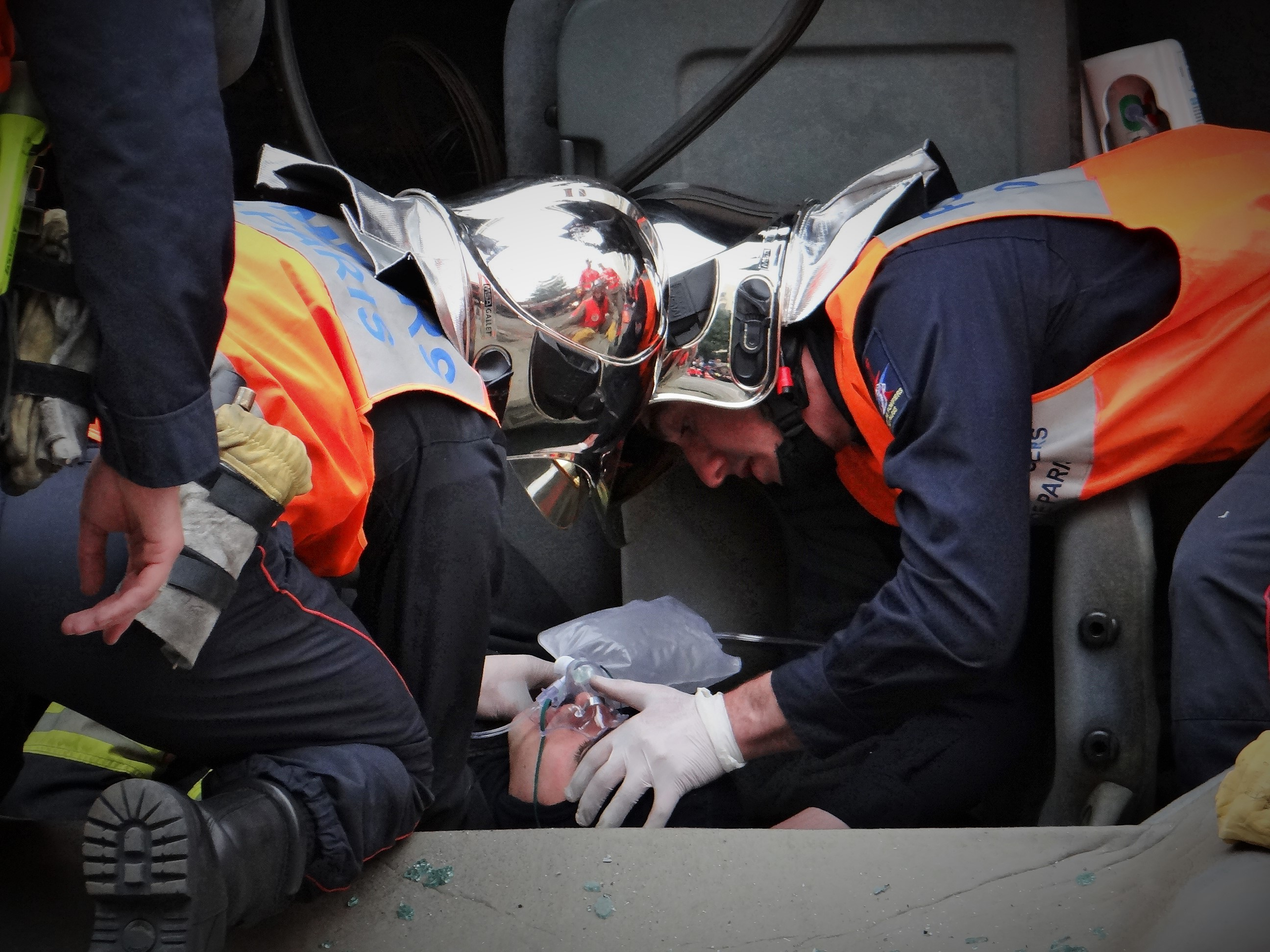
Démonstration de secours à personne.

Depuis la création des corps communaux, les missions de secours à personne se sont développées de façon continue. L'apparition des premiers Véhicules de Secours aux Asphyxiés et Blessés (VSAB) en 1954, l'intervention requise des sapeurs-pompiers pour tous accidents sur la voie publique (prévue par la circulaire du ministère de l'Intérieur en 1962) et du matériel de désincarcération en 1965 impliquent une spécialisation de type ambulancière des sapeurs-pompiers dans la prise en charge des victimes.

##### Intégration dans la fonction publique territoriale et départementalisation
C'est pendant les années 1980 et 1990 que l'organisation des services d'incendie et de secours et des corps de sapeurs-pompiers ont acquis leur forme actuelle.
En tant qu'agent des corps communaux et départementaux, les sapeurs-pompiers sont intégrés dans la fonction publique territoriale par la loi du 26 janvier 1984. Quatre décrets de 1990 fixent leur statut particulier et les répartissent dans les trois catégories A, B et C de la fonction publique.
Depuis les lois du 6 février 1992 et du 3 mai 1996, les sapeurs-pompiers ne sont plus gérés par les communes, mais par les services départementaux d'incendie et de secours (SDIS).

#### XXIesiècle

##### Modernisation de la filière
Pour mettre en œuvre la départementalisation des services d'incendie et de secours ainsi que l'évolution de la législation sur le temps de travail, le statut des sapeurs-pompiers est révisé en 2001. Le principe de cette réforme était notamment d'améliorer la complémentarité entre les sapeurs-pompiers professionnels et les sapeurs-pompiers volontaires afin d'améliorer la réponse opérationnelle des SDIS.
Face à la recrudescence de la menace terroriste et des crises telles que la tempête de 1999, la loi du 13 août 2004 a initié une dynamique de modernisation de la sécurité civile et de l'organisation des services d'incendie et de secours.
Cet effort de modernisation s'est poursuivi à travers la réforme de la filière de 2012. Ses objectifs principaux étaient l'amélioration de la cohérence de la carrière des sapeurs-pompiers professionnels ainsi que l'adéquation entre les besoins opérationnels des SDIS et la formation des agents. Pour cela, un tableau fixant les emplois que les sapeurs-pompiers peuvent occuper en fonction de leur grade a notamment été établi. Les services d'incendie et de secours disposent d'une période transitoire qui s'achèvera le 31 décembre 2019 afin de pouvoir appliquer ces changements de façon progressive.

##### Création du cadre d'emplois de conception et de direction
Un cadre d'emplois de conception et de direction, comprenant les grades de colonel, colonel hors classe et contrôleur-général a été créé le 1er janvier 2017.
Le recrutement dans ce cadre d'emplois de catégorie A+ se fait par concours ou par examen professionnel et nécessite de suivre une formation de plusieurs mois à l'ENSOSP.
Ces officiers supérieurs ont notamment vocation à occuper les emplois de directeur départemental (DD) et de directeur départemental adjoint (DDA) des services d'incendie et de secours. Créés par la réforme, ces emplois fonctionnels ne peuvent être occupés que par un détachement de 5 ans, renouvelable une fois. Les DD et les DDA ont donc l'obligation de changer de SDIS au moins une fois tous les 10 ans.

##### Des agressions en forte augmentation
Les années 2000 et 2010 sont caractérisées par une forte augmentation des attaques et agressions contre les pompiers. On observe ainsi que nombre d’agressions de sapeurs-pompiers déclarées a été multiplié par 3 entre 2008 et 2017.
| Année                         | 2008 | 2009 | 2010 | 2011 | 2012 | 2013 | 2014 | 2015 | 2016 | 2017 | 2018 |
| ----------------------------- | ---- | ---- | ---- | ---- | ---- | ---- | ---- | ---- | ---- | ---- | ---- |
| Nombre d’agressions déclarées | 899  | 1080 | 1155 | 1210 | 1234 | 1569 | 1603 | 1939 | 2280 | 2813 | 3411 |
| Augmentation annuelle         | -    | 20%  | 7%   | 5%   | 2%   | 27%  | 2%   | 21%  | 18%  | 23%  | 21%  |

Confrontées à cette augmentation rapide, les pouvoirs publics envisagent un appui des forces de l'ordre aux sapeurs-pompiers pour prévenir les agressions dans certains départements. Par ailleurs, une expérimentation permet aux sapeurs-pompiers d'être équipés de caméra-piétons afin d'enregistrer les interventions « lorsque se produit ou est susceptible de se produire un incident de nature à mettre en péril leur intégrité physique ».
En 2018, sur les 3 411 pompiers ayant été agressés en 2018, 2 241 ont déposé plainte. Les agressions ont donné lieu à 1 424 jours d'arrêt de travail dont 521 jours pour la région Île-de-France qui présente le nombre plus élevé d'arrêts de travail. La même année, quatre cent cinquante véhicules de pompiers ont été endommagés.
La presse se fait l'écho d'agressions de plus en plus fréquentes,,. Selon un rapport du Sénat, entre 2009 et 2019, le nombre d’agressions a augmenté de 213 %.

## Statut des sapeurs-pompiers

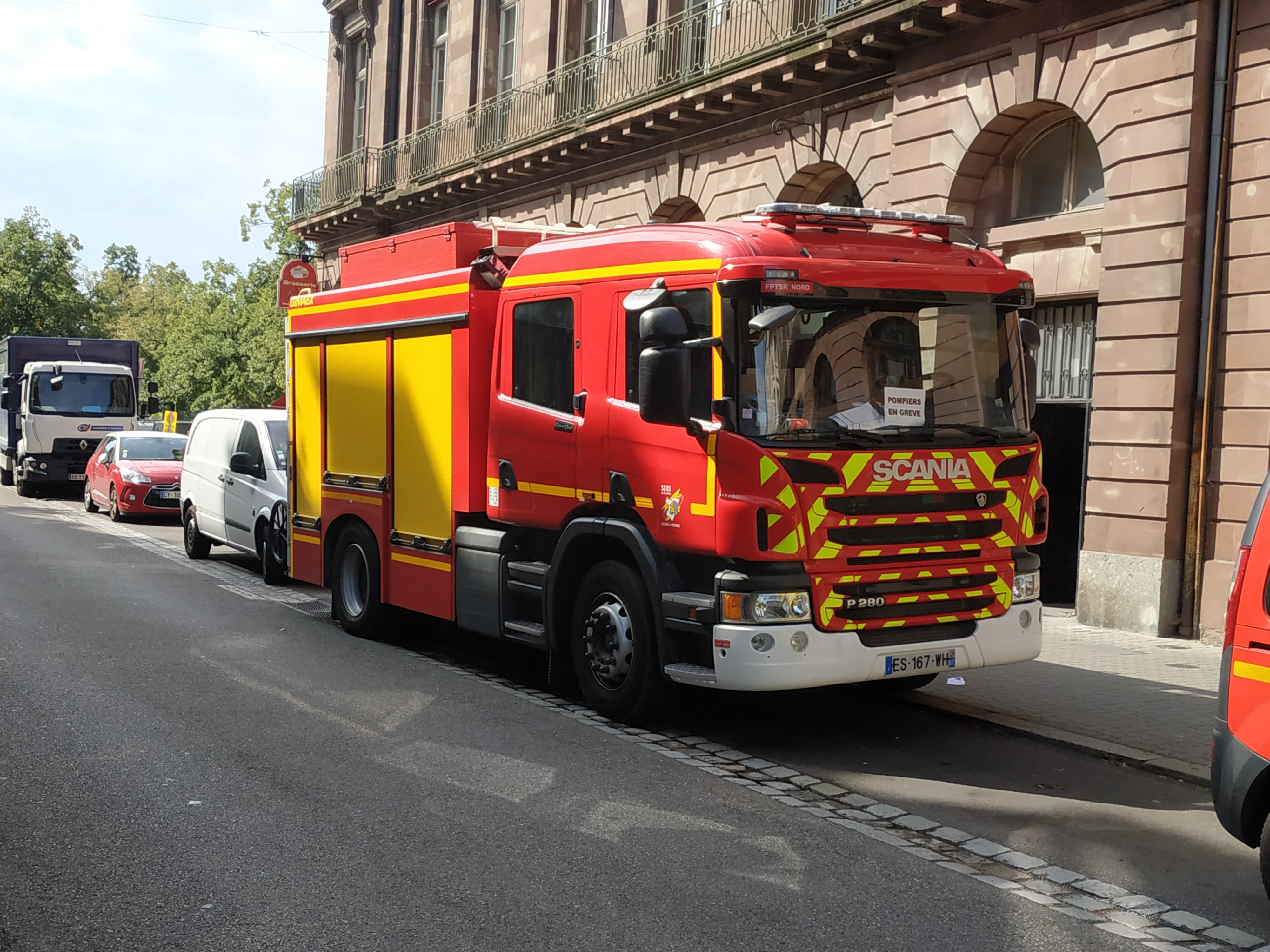
FPT (Fourgon Pompe Tonne) des sapeurs-pompiers du SDIS 67 à Strasbourg.

Il y a en France quatre statuts de sapeurs-pompiers relevant du service public :
- les sapeurs-pompiers volontaires (à ne pas confondre avec les volontaires dans les armées qui peuvent servir dans les unités de pompiers militaires)
- les sapeurs-pompiers professionnels
- les volontaires civils
- les pompiers militaires

Les pompiers de la brigade de sapeurs-pompiers de Paris, du bataillon de marins pompiers de Marseille, de la brigade militaire de la sécurité civile (1er RIISC à Nogent-le-Rotrou, 4e RIISC à Libourne, UIISC 5 à Corte, 7e RIISC à Brignoles), de la section pompiers du camp militaire de Canjuers, les pompiers de l'Armée de l'Air et les pompiers de l'aviation légère de l'Armée de terre sont des militaires. Tous les autres sapeurs-pompiers (professionnels, volontaires et volontaires civils) sont civils et dépendent administrativement du service départemental d'incendie et de secours de leur département.

### Volontaires
Les sapeurs-pompiers volontaires (SPV) sont des citoyens ordinaires qui, en parallèle de leur profession ou de leurs études, tout en tenant compte de leur vie familiale, ont choisi de conserver une disponibilité suffisante pour répondre immédiatement à toute alerte émise par le centre d'incendie et de secours dont ils dépendent. Ils suivent régulièrement des formations et peuvent assurer tous les types de missions incombant aux services d'incendie et de secours. L'âge moyen des SPV est de 35 ans. Ils perçoivent une indemnité sous forme de vacations horaires ainsi qu'une «prestation de retraite» lorsqu'ils ont accompli au moins vingt ans de service. Il existe chez les sapeurs-pompiers volontaires des spécialistes de très haut niveau qui ont un grade d'officier avec le titre «expert». 1 153 sapeurs pompiers volontaires ont le statut d'expert en 2020.

### Professionnels
Les sapeurs pompiers-professionnels (SPP), fonctionnaires des collectivités territoriales, sont affectés principalement dans les grandes agglomérations ou dans les centres de secours fortement sollicités. De plus, ils assurent l'ossature des services départementaux d'incendie et de secours (SDIS).
Le recrutement se fait par concours, organisés au niveau départemental par les SDIS pour les sapeurs-pompiers non officier et au niveau national par la Direction générale de la sécurité civile et de la gestion des crises (DGSCGC) du ministère de l'Intérieur pour les officiers. Les candidats sont inscrits sur une liste d'aptitude nationale valable quatre ans, ils doivent ensuite postuler dans les collectivités territoriales de leur choix. Ils reçoivent une formation initiale puis une formation continue tout au long de leur carrière.
Dans les villes d'une certaine importance, les corps sont en général mixtes volontaires/professionnels, avec une présence permanente de professionnels renforcés par des volontaires qui effectuent des gardes les soirs et week-end ou sont appelés en renfort pour les interventions lourdes. Les villes de plus de 80 000 habitants disposent de corps composés à 100% de SPP. Dans les communes rurales à faible densité de population, les corps sont souvent composés à 100% de volontaires.

### Militaires

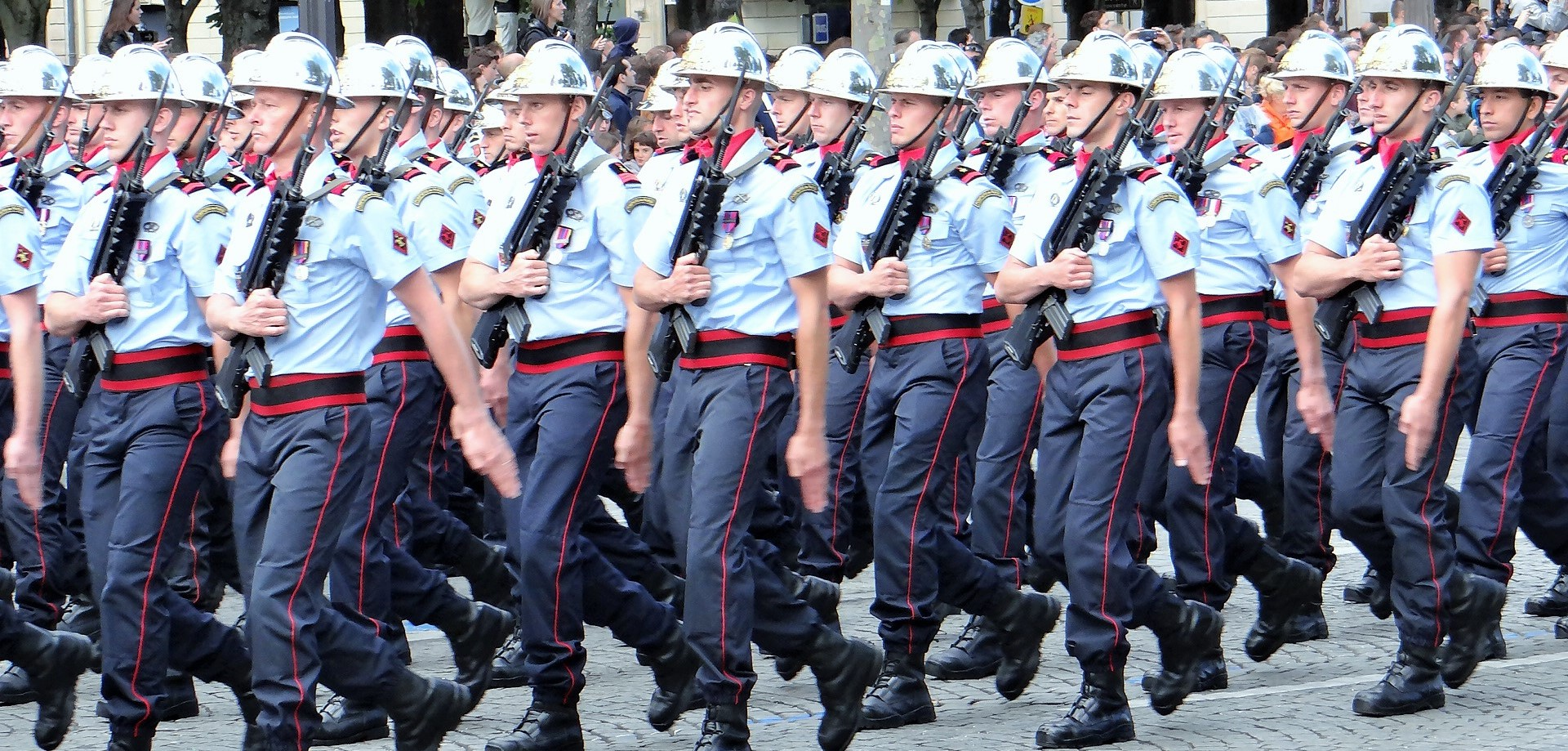
Pompiers de Paris armés de FAMAS, défilé du 14 juillet 2016.

Les pompiers sont militaires à Paris, à Marseille et au camp de Canjuers (Var). Il s'agit de la Brigade de sapeurs-pompiers de Paris (BSPP, appelée familièrement "la Brigade", 8600 personnes), du bataillon de marins pompiers de Marseille (BMPM, appelé familièrement "le Bataillon", 2400 personnes), et de la Section pompiers de Canjuers. Ces sapeurs et marins pompiers sont des militaires (relevant du Ministère des Armées pour l'administration) mis à disposition du ministère de l'Intérieur et de la direction générale de la sécurité civile et de la gestion des crises (DGSCGC).
Sous l'autorité du préfet de police, les sapeurs pompiers de Paris (75) défendent 4 départements de la Région Ile de France :  Paris, Hauts-de-Seine (92), Val-de-Marne (94) et Seine-Saint-Denis (93).
Selon les directives de son maire, les marins pompiers de Marseille défendent la ville de Marseille (c'est la seule unité militaire de l'armée française aux ordres d'un maire). Leurs compétences s'étendent aussi au grand port maritime de Marseille, à l'aéroport Marseille-Provence.
Le reste du département des Bouches-du-Rhône étant à la charge des sapeurs-pompiers civils du SDIS-13 (Bouches-du-Rhône).
La section des pompiers de Canjuers intervient sur le camp même en tant que secours militaires, mais elle est à la disposition du SDIS-83 pour les interventions sur les communes limitrophes du camp (ou sur réquisition préfectorale, sur le reste du Var).
En plus de la BSPP, l'arme du Génie, qui dépend de l'Armée de Terre comprend également la Brigade militaire de la sécurité civile (BMSC) avec ses Régiments et son Unité d'instruction et d'intervention de la sécurité civile (UIISC). Le 1er RIISC à Nogent-le-Rotrou (28), le 4e RIISC à Libourne (33), l'UIISC 5 à Corte (2B) et le 7e RIISC à Brignoles (83), sont des régiments et unité de renfort national au même titre que les démineurs de la sécurité civile, ou encore les moyens aériens nationaux (canadairs, bombardier, Dash...). Ils interviennent lorsque les sapeurs-pompiers territoriaux ont besoin d'un renfort justifié et avéré, en cas notamment, de catastrophe en France ou à l'étranger (par exemple, tremblement de terre, incendie de forêt en été, marée noire). Le statut militaire permet aux 1 600 sapeurs-sauveteurs qui composent ces régiment et unité militaires d'être projetés en moins de 24 heures sur un théâtre à l'étranger. Leurs formations dépendent pour la plupart des guides nationaux de références (GNR) mais il existe des formations internes spécifiques. Leur uniforme est différent des sapeurs-pompiers (ils portent le béret de l'armée de terre, frappé de l'insigne de l'arme du Génie) et les marquages de leurs véhicules sont spécifiques au Ministère de l'intérieur (MININT).
L'Armée de l'Air dispose sur ses bases aériennes de pompiers de l'Air spécialisés dans les feux d'aéronefs et dans la sécurité incendie sur les bases aériennes.
La Marine Nationale dispose des marins pompiers SECIT (SECurité Incendie Terrestre), anciennement "marins pompiers des ports", qui assurent la protection des bases navales et aéronavales de Cherbourg, Brest, Toulon, etc. Ils apportent leur soutien aux bâtiments de la Marine nationale qui sont amarrés dans ces ports. Ils n'ont pas vocation à intervenir au profit des populations civiles sauf si les sapeurs-pompiers civils ont besoin de renfort, et réciproquement et selon des conventions. Des détachements de marins pompiers des ports qualifiés «pompiers d'aéroports» assurent la sécurité des bases de l'aviation navale. Les bâtiments de surface de la Marine nationale disposent quand eux d'une «brigade sécurité» composée de marins pompiers SECIM (SECurité Incendie Maritime), anciennement électro-mécaniciens de sécurité, chargés d'assurer la sécurité incendie, le NRBC, le «damage contrôle» ainsi que l'entretien de tout le matériel leur incombant (mobile, semi-fixe et fixes).

### Volontaires civils
La loi no 2000-242 du 29 mars 2000, réformant une partie du service national, a également introduit la possibilité d'effectuer un volontariat civil de six à vingt-quatre mois dans une collectivité territoriale (art. 3), et notamment «dans le domaine de la prévention, de la sécurité et de la défense civiles aux missions de protection des personnes, des biens et de l'environnement» (art. 4). Il s'agit alors d'une activité à plein temps (art. 10) et le volontaire civil est payé avec une indemnité réduite par rapport au salaire du poste (art. 12). Il y a environ 300 sapeurs-pompiers volontaires civils.

## Les missions

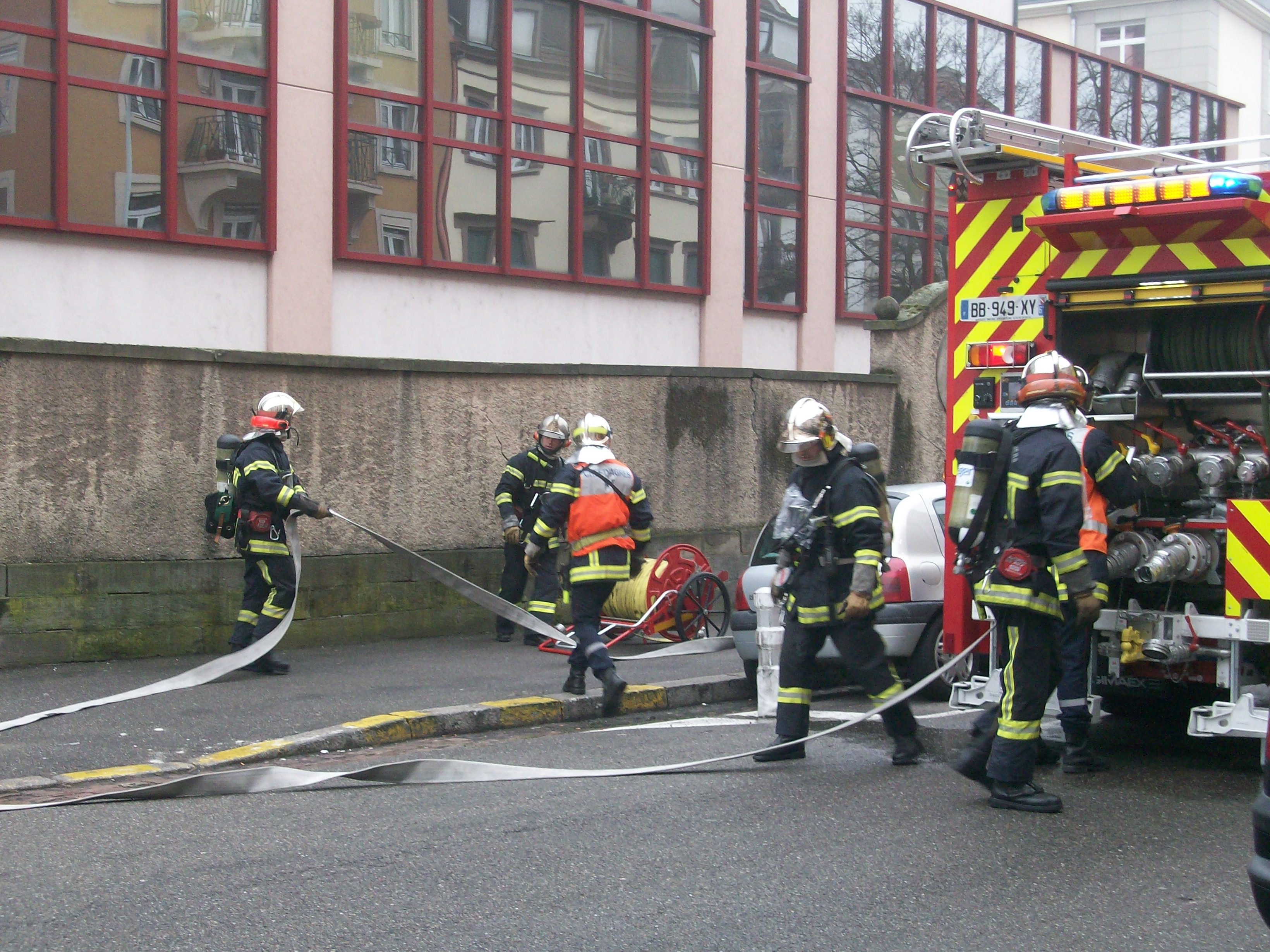
Sapeurs-Pompiers en exercice à Strasbourg.

4 290 700 interventions ont été réalisées en 2020 par les sapeurs-pompiers civils et militaires, soit 11 755 interventions par jour, une intervention de sapeurs-pompiers toutes les 7,3 secondes.
Selon l'article L1424-2 du Code Général des Collectivités Territoriales, « les services d'incendie et de secours sont chargés de la prévention, de la protection et de la lutte contre les incendies. Ils concourent avec les autres services et professionnels concernés à la protection et à la lutte contre les autres accidents, sinistres et catastrophes, à l'évaluation et à la prévention des risques technologiques ou naturels ainsi qu'aux secours d'urgence. »
Les sapeurs-pompiers sont devenus des techniciens du risque au premier rang de la protection des personnes, des biens et de l'environnement. Cette notion de protection est très vaste : elle comprend aussi bien les secours d'urgence aux personnes victimes d'accidents, de sinistres ou de catastrophes et leur évacuation vers les hôpitaux que la préparation des mesures de sauvegarde et l'organisation des moyens de secours, la prévention, la lutte contre les incendies, ainsi que la prévention et l'évaluation des risques en matière de sécurité civile.

### Le secours d'urgence aux personnes (SUAP)

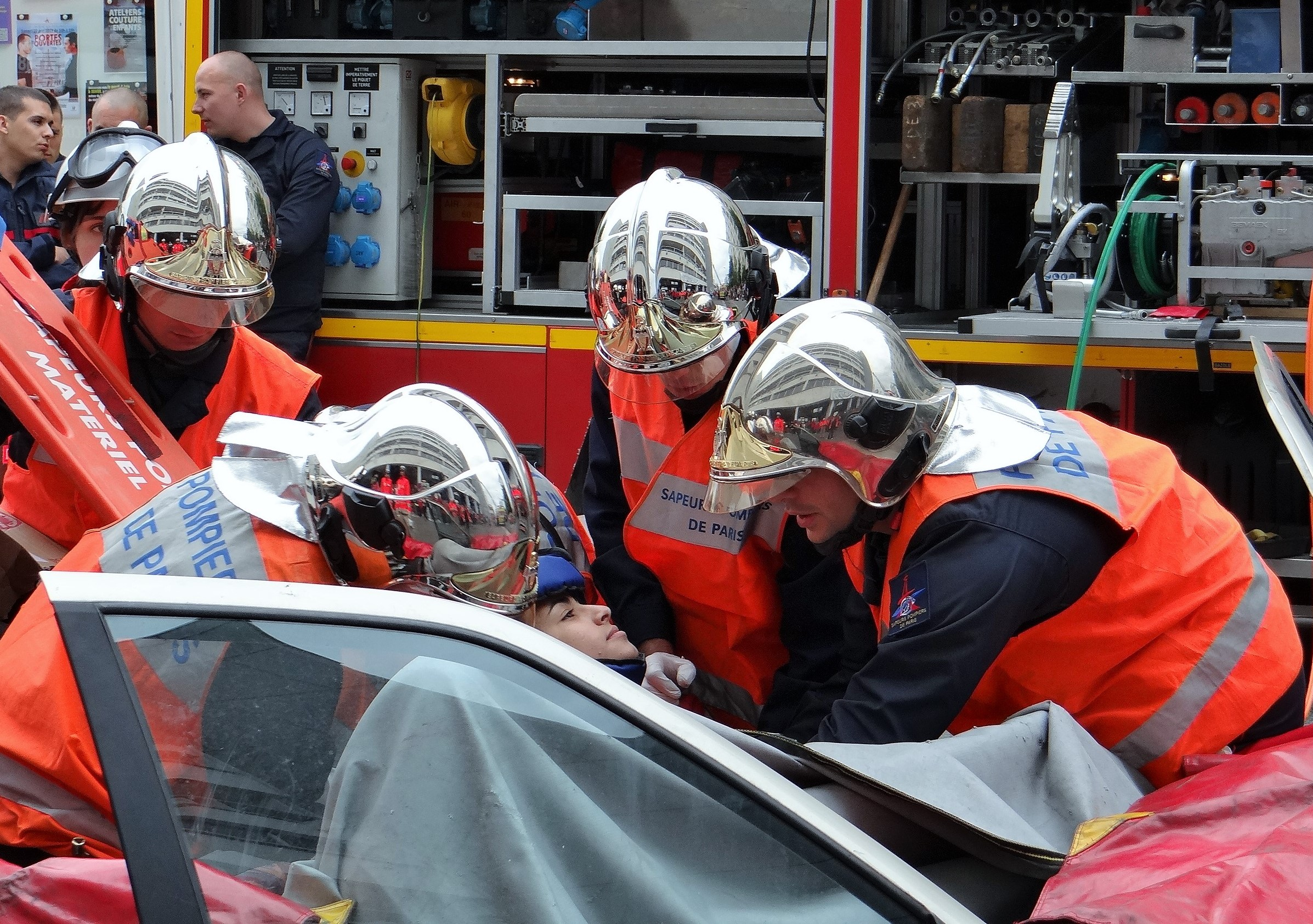
Démonstration de secours routier à Montrouge.

Il s'agit de secours à domicile et sur la voie publique qui représentent environ 84% des interventions:
- Secours sur la voie publique: blessé(s) sur la voie publique ou dans les lieux publics, noyade(s), accident(s) de la circulation routière, ferroviaire, aérienne ou de la navigation.

Les pompiers sont équipés pour toutes sortes d'accidents de véhicule, de la voiture au poids lourd. Ils interviennent pour découper ou écarter les tôles des engins accidentés afin de faire sortir les victimes (désincarcération), mais aussi pour leur apporter un secours médicalisé;
- Secours à domicile: accident domestique (chute, brûlure, asphyxie, électrocution, noyade) ou physiologique (hémorragie, arrêt cardiaque, détresse psychologique, malaise).

Dans le cas de blessures non urgentes, les sapeurs-pompiers se voient remplacés progressivement par des ambulances privées. Cependant, en cas d'impossibilité pour les ambulanciers de prendre en charge une intervention (car il n'y a pas d'ambulance disponible ou bien que le délais d'intervention est trop long), les sapeurs-pompiers, sur demande du SAMU, interviennent pour prendre en charge la victime. Ces interventions sont qualifiées de "carence d'ambulance" et facturées aux SAMU.
En cas d'appel pour du secours à victime à domicile, dans plusieurs départements, l'appel sera redirigé vers le médecin régulateur du SAMU qui déclenchera les moyens de secours nécessaires: ambulance privée, VSAV avec ou sans VLM (médecin ou infirmier), SMUR (avec médecin, infirmier et ambulancier), hélicoptère, ou simplement des conseils.
Aujourd'hui le secours à personnes (SAP) constitue la majeure partie des interventions des sapeurs-pompiers en France (73% des interventions en 2017). C'est pourquoi les pompiers français suivent une formation initiale importante basée sur les référentiels nationaux, PSE1 (Premiers secours en équipe de niveau 1), sur le PSE2, et des modules complémentaires (appelés modules de professionnalisation). Une formation continue (appelée couramment "recyclage") leur permet de se maintenir à un bon niveau et d'actualiser leurs compétences.

### Les incendies

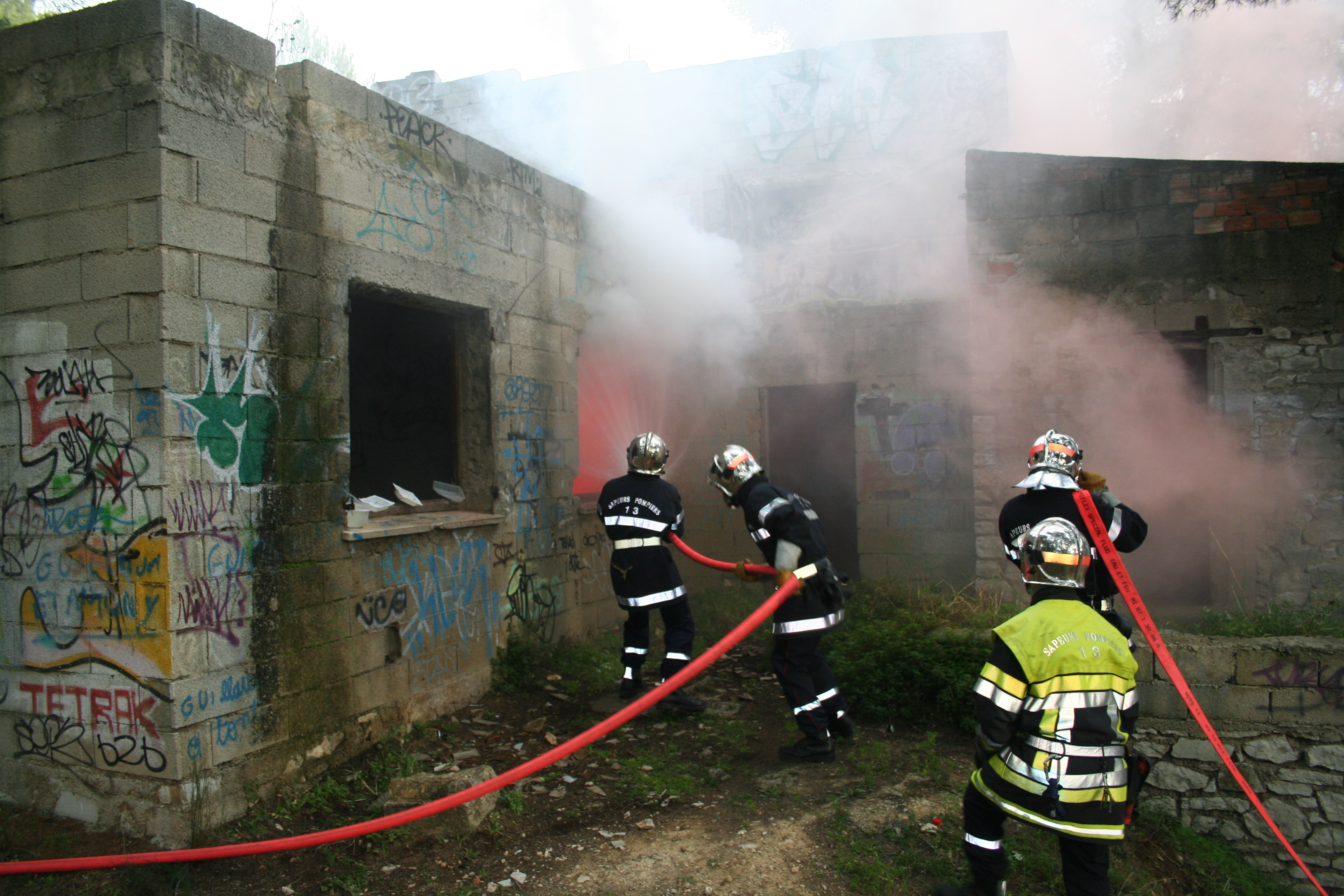
Entraînement sur un feu d'habitations.

Les feux d'habitation, feux industriels, feux de forêt, etc. représentent moins de 7% des interventions, mais ils nécessitent toujours l'engagement de moyens importants comme plusieurs FPT (Fourgon Pompe Tonne) équipés de tous les moyens nécessaire à ce genre d'incendies.

### Les interventions diverses et spécialisées

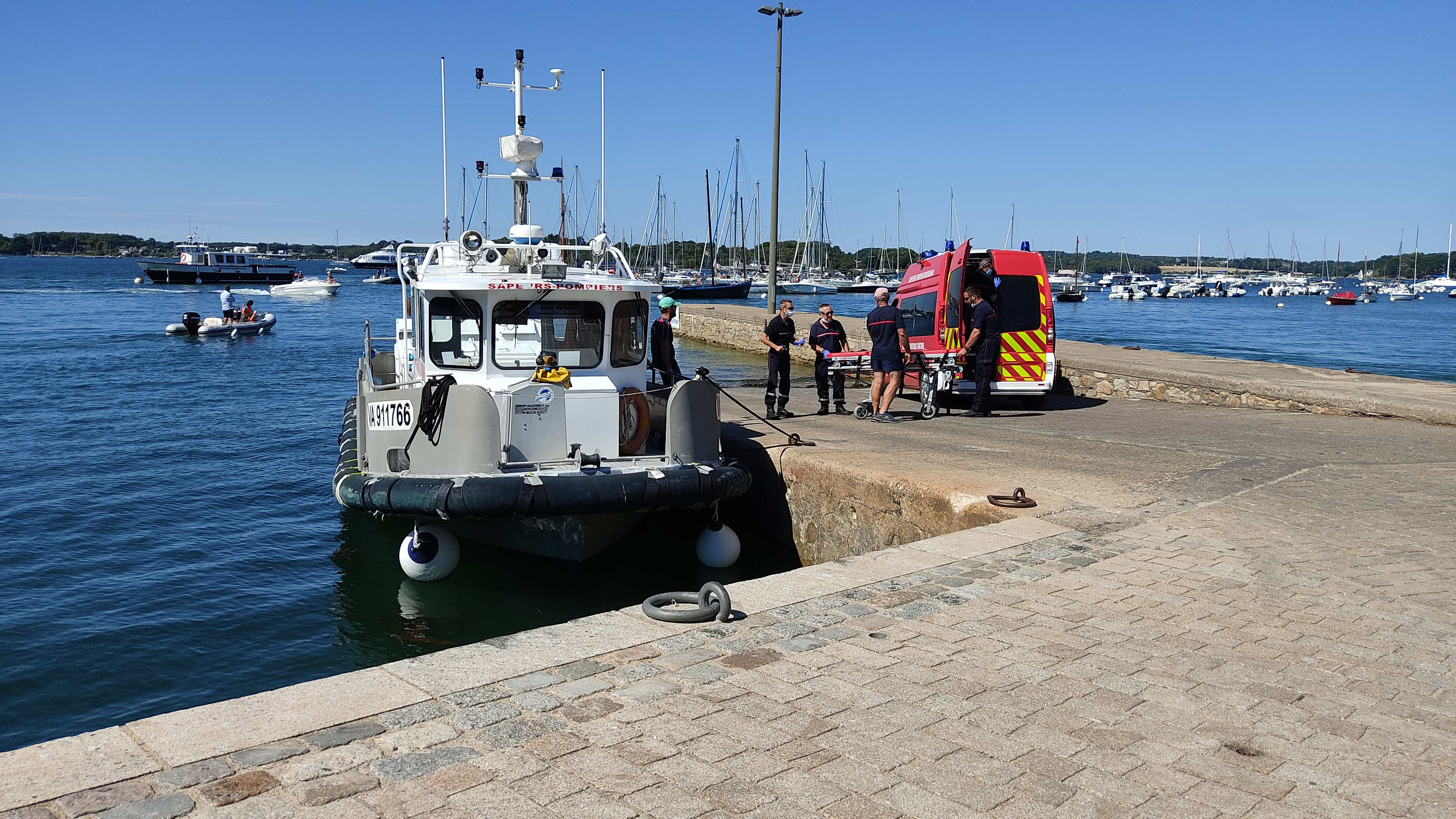
Intervention des sapeurs pompiers sur l'île aux Moines pour rapatrier un blessé sur le continent.

Parmi les opérations réalisées par les sapeurs-pompiers, il y a également ce que l'on appelle les interventions diverses: destruction de nids d'insectes, déblocage d'ascenseurs, inondations, risques d'effondrements, sauvetage d'animaux, fuite de gaz, etc.
Les sapeurs-pompiers disposent également d'équipes spécialisées dans les domaines suivants:
- risques nucléaires, bactériologiques et chimiques (NRBC),
- sauvetage et déblaiement,
- interventions en milieux périlleux (GRIMP)
- secours en montagne,
- secours aquatiques,
- secours animalier,
- les spécialistes cynotechniques,
- dépollution en mer, dans les cours d'eau ou terrestre.

## Moyens matériels

### Tenues

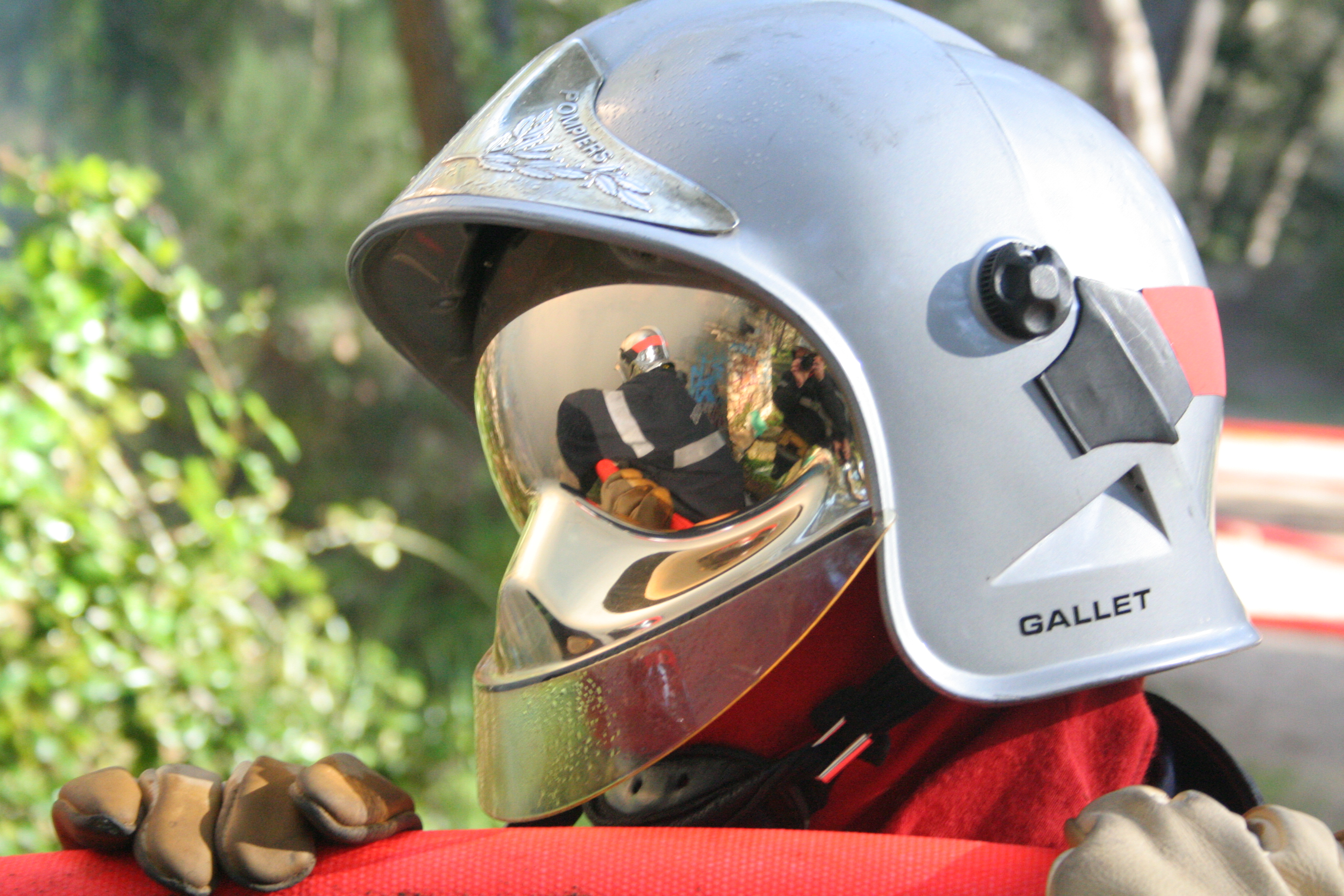
Casque F1.

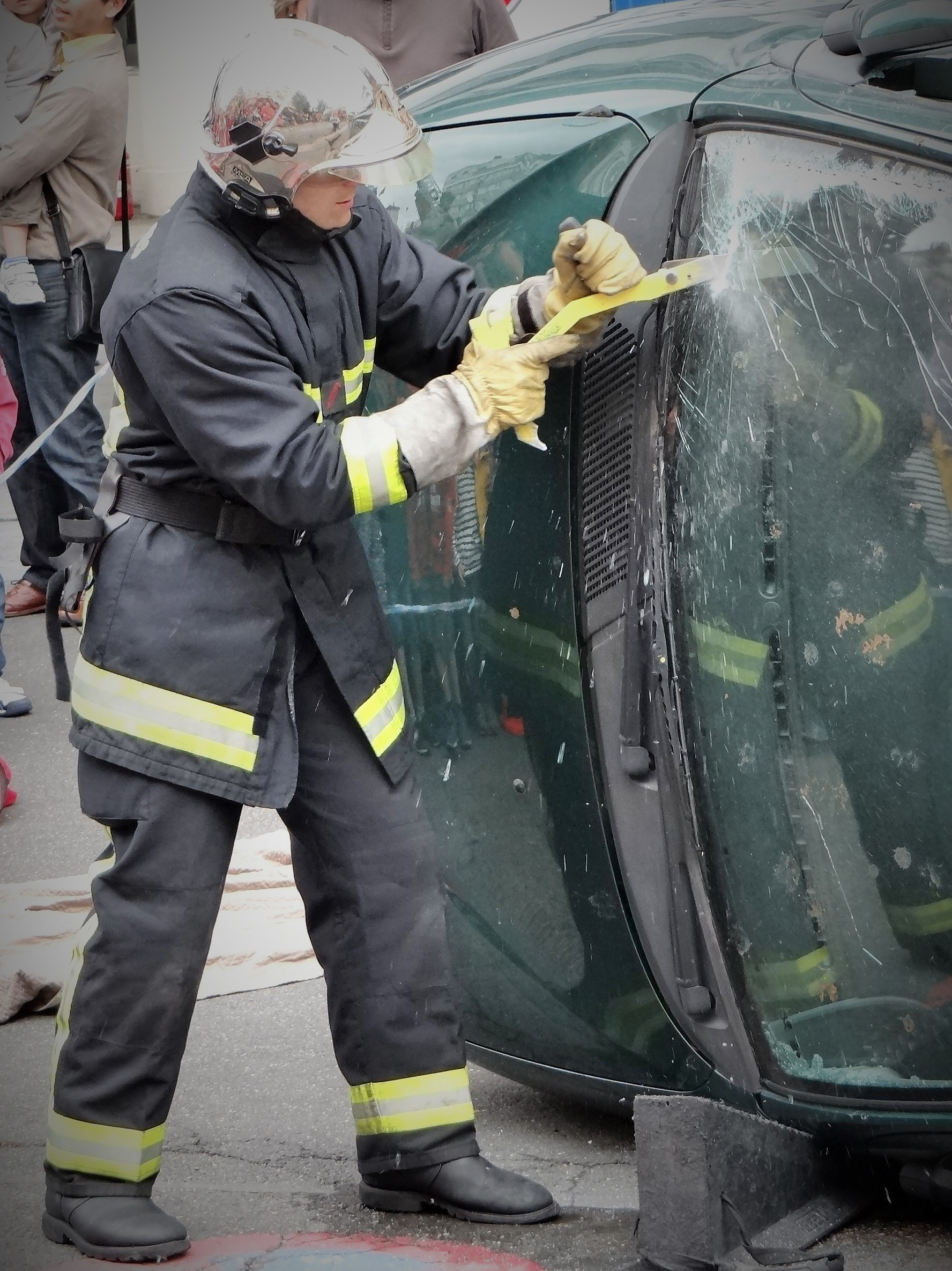
Pompier de Paris

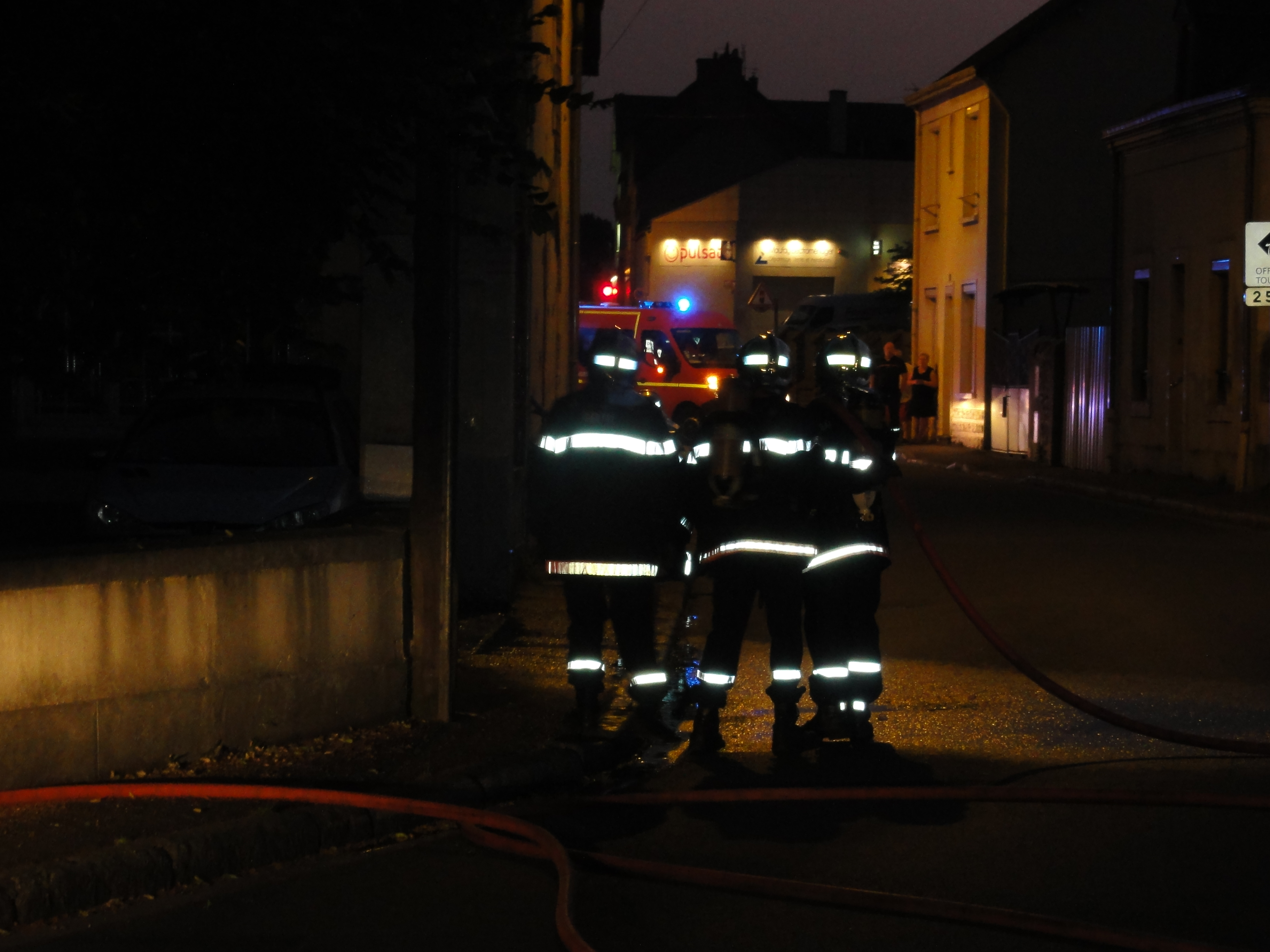
Visibilité des bandes rétro-réfléchissantes la nuit, Sapeurs-Pompiers de Beaumont-sur-Sarthe

La tenue (pour toute intervention) se compose d'un pantalon et d'une veste en tissu ignifugé, rangers à lacets et souvent coqué au bout et fermeture à glissière sur les latérales. Le pantalon comporte un liseré rouge (passepoil). Cet uniforme s'appelle tenue TSI.
En effet vers 1826 le Ministère de la Guerre (les Sapeurs-Pompiers de Paris étaient déjà militarisés) informe que les militaires portaient souvent leur pantalon réglementaire avec leurs habits civils et décide d'ajouter un passepoil à la couleur de l'Armée.
La veste actuelle comporte une bande rouge avec l'inscription "sapeurs-pompiers" autour de la poitrine. Cette tenue est parfois appelée «Kermel», du nom d'une des fibres non-feu, qui compose le vêtement (le Nomex est une fibre similaire d'un autre fabricant).
Pour le secours à victime, la tenue n'a pas besoin d'être ignifugée, le sapeur-pompier peut donc être en polo, veste, ou mettre une parka pour se protéger des intempéries, en milieu routier, (accident de la route) le Sapeur-Pompier a obligation de porter un gilet haute visibilté et sa veste TSI .
L'annexe II de l'Arrêté du 8 avril 2015 fixant les tenues, uniformes, équipements, insignes et attributs des Sapeurs-Pompiers établie que les coloris Bleu Marine Sapeurs-Pompiers et Rouge Sapeurs-Pompiers sont définie comme suit :
Bleu Marine Sapeurs-Pompiers (#212633)
Rouge Sapeurs-Pompiers (#A93135)
La police d'écriture utilisée sur les uniformes des Sapeurs-Pompiers est officiellement la Helvetica, mais il existe quelques tenues disparates arborant la police Arial.
Pour l'incendie en milieu urbain, la tenue de base se complète d'un surpantalon ignifugé, d'une cagoule ignifugée, d'une veste en cuir ou en textile ignifugé, d'un ceinturon permettant de porter son matériel personnel (gants, clef polycoise), et du casque F1 (le fameux casque argenté, qui existe selon les règlements locaux en d'autres couleurs). Le surpantalon est relativement récent, et permet d'avoir une couche d'air isolante entre les deux pantalons, qui protège de la chaleur ainsi que d'offrir une protection contre les chocs, en particulier au niveau des genoux.
Pour les feux de forêts, la tenue de base se complète du casque F2 (plus léger), ceinturon et cagoule. Pour les incendies, jusqu’à fin mars 2007, les pompiers portaient une veste en cuir. À partir de début avril 2007, ils portent une veste en tissus.
Les parkas et vestes de feu (tissus ignifugé) comportent en bas une bande rétroréfléchissante dont, dans certains départements, la couleur indique le grade: rouge pour un homme du rang, jaune pour un sous-officier (chef d'agrès d'un engin de lutte contre les incendies), blanche pour un officier, verte pour le service de santé et de secours médicaux. Cette couleur est rappelée sur le casque F1. Le casque F2 est rouge pour les hommes du rang, jaune pour les sous-officiers et blanc pour les officiers.
La tenue s'adapte en fonction des missions spécifiques (scaphandre pour les risques NBC, combinaison rouge déperlante pour les GRIMP…)
Lors des cérémonies officielles, on retrouve également la tenue de sortie ou de cérémonie. Elle comporte, pour les pompiers du rang, la tenue F1 accompagnée d'un ceinturon blanc, d'un plastron rouge et d'un képi pour les officiers ou d'une casquette selon les départements. Pour les officiers et les chefs de centre, cette tenue se compose d'un pantalon de toile, d'une vareuse, de chaussures basses, d'une cravate, d'une chemise bleu ou blanche selon la cérémonie ou d'une chemisette bleu (dans ce cas la vareuse et la cravate ne sont pas portés) ainsi que d'un képi. Sur cette tenue de sortie (officier comme pompier du rang) sont apposées toutes les distinctions honorifiques. Parfois, on retrouve également sur l'épaule gauche une aiguillette bleu, blanc, rouge avec ferret argent. Il ne s'agit que d'un ornement sans rapport avec la fourragère des militaires. Les boutons de vestes sont blancs chez les personnels officiers et argentés pour les autres, comme dans tous les corps en tenue civils du Ministère de l'Intérieur. Les militaires de la Brigade de Sapeurs-Pompiers de Paris, eux, portent l'aiguillette rouge témoignage de la Légion d'Honneur qui a été remise au corps le 14 juillet 1902 (ne pas confondre aiguillette et fourragère) ainsi qu'une tenue type sapeurs-pompiers mais avec des attributs du Génie et d'autres spécifiques au corps.
Ces tenues réglementaires sont définies par l'arrêté du 15 mai 2008 fixant les tenues, insignes et attributs des sapeurs-pompiers et notamment ses Annexes II, III et IV.
Les tenues de sortie et de cérémonie des marins pompiers de Marseille sont identiques à celles de la Marine nationale. Cependant, les personnels masculins du rang ne portent pas le bonnet de marin mais la casquette avec un macaron rouge, contrairement aux autres personnels du rang de la Marine nationale.

### Engins
Chez les Sapeurs-Pompiers on utilise plusieurs acronymes, pour définir les différents engins, matériels, types de centre, gestes de secours, accidents médicaux ainsi que des formations.
La sirène officielle des engins correspond aux notes de musique si et la (premier ton=435Hz deuxième ton= 488Hz). Elle est appelée communément « deux-tons » mais c'est un avertisseur sonore venant en complément d'un avertisseur lumineux (gyrophare ou gyroleds) qui peuvent être utilisés lors des déplacements en intervention pour se frayer un passage dans la circulation.
Les spécifications officielles concernant les peintures d'engins sont les suivantes :
Rouge Incendie: (#A72920)
Jaune Signalisation: (#F7B500)
Les polices d'écriture utilisées sur les engins des Sapeurs-Pompiers sont Helvetica et/ou Arial

#### Engins d'incendie

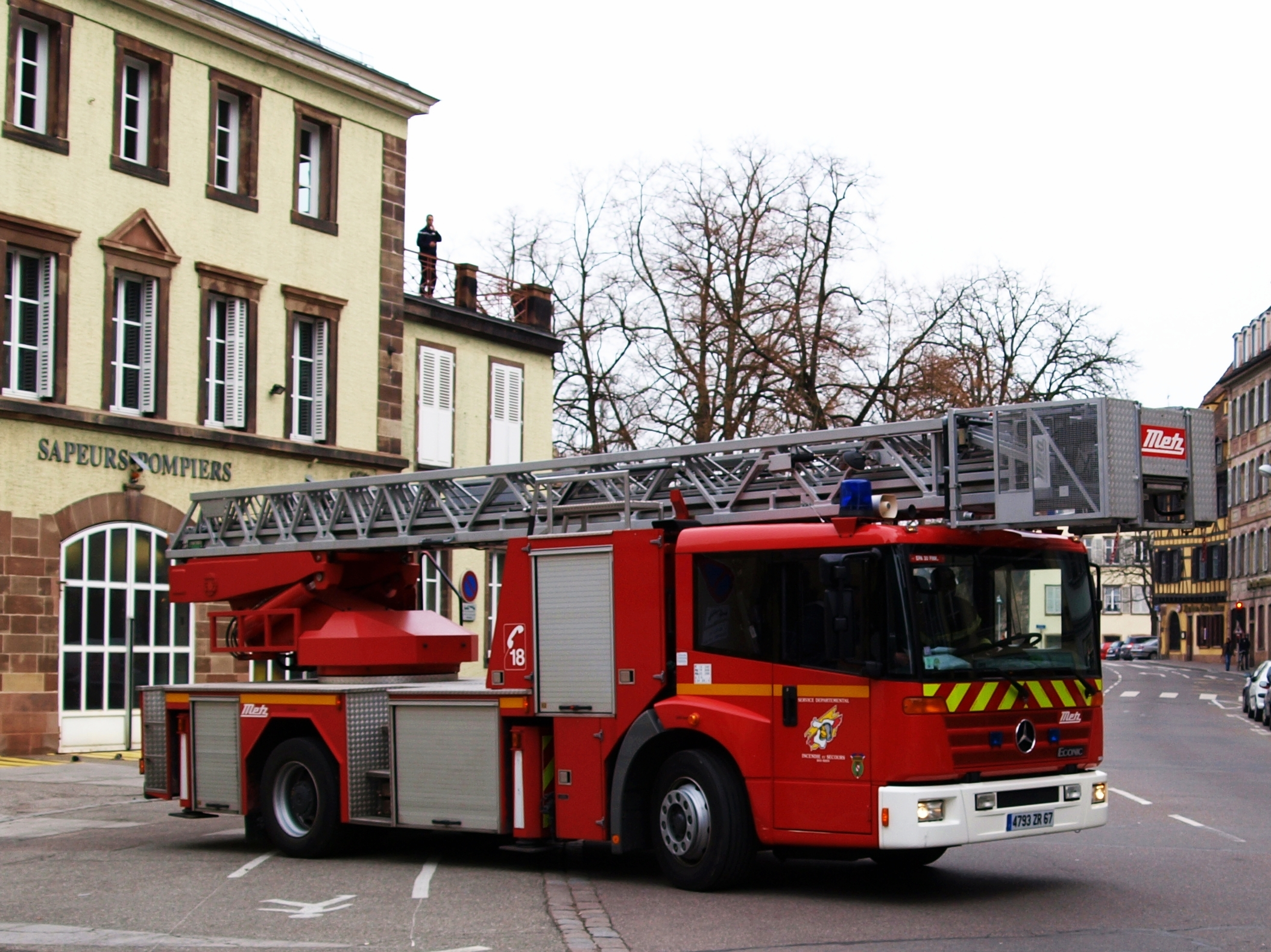
Échelle mécanique (communément appelée "grande échelle").

Les différents véhicules (ou agrès) peuvent être classés ainsi:
- Fourgon pompe-tonne (FPT), fourgon pompe-tonne léger (FPTL), fourgon pompe-tonne hors route (FPTHR) et fourgon pompe-tonne grande puissance (FPTGP); fourgon pompe tonne et de secours routiers (FPTSR). Il dispose d'une cuve d'eau d'environ 2000 à 3500 L d'eau.
- Fourgon pompe tonne secours routiers rail/route (FPTSR/RR): Les SDIS de l'Ain et des Pyrénées Orientales en sont équipés. Véhicule étant équipé d'un mécanisme pouvant permettre une intervention sur les rails.
- VPI (véhicule de premières interventions) ou VPS (Véhicule Premier Secours): Généralement dans les casernes rurales. Cuve d'eau inférieure à 1 500 L. Ils interviennent pour tous les feux de petite ampleur en extérieur et d'autres missions diverses (ascenseurs bloqués, inondations).
- Les engins de sauvetage en hauteur: bras élévateurs articulés (BEA) très rare encore dans les départements français et grandes échelles: échelle pivotante automatique (EPA), échelle pivotante semi-automatique (EPSA), EPC (Échelle Pivotante Combinée) et Échelle Pivotante Séquentielle (EPS). La hauteur des échelles varie entre 18 et 50 mètres pour les plus grandes, de même pour l'échelle sur porteur.
- Camion citerne feux de forêts (CCF): véhicule 4x4 d'intervention sur feux de forêt ou de broussailles, décliné en plusieurs catégories en fonction de sa capacité en eau (CCFléger: 2.000 litres d'eau. CCFMoyen: 4.000 litres d'eau. CCFSuper 6.000 litres d'eau).;
- camion citerne grande capacité (CCGC): véhicule 4x4 disposant d'une grande réserve en eau (entre 7500 et 18 000 L d'eau) permettant d'alimenter en eau les véhicules engagés sur un incendie. Certains de ces véhicules sont équipés d'une lance-canon.
- dévidoir automobile (DA): Fourgon contenant une grande quantité de tuyaux (jusque 2 000 m en diamètre 110 mm) prévu pour alimenter les engins incendie très éloignés de points d'eau; il peut être DATT (tout terrain)
- Motopompe remorquable (MPR): pompe sur remorque, sert à l'alimentation des engins; MPP (moto pompe portable); MPF (moto pompe flottante); MPRGP (moto pompe remorquable grande puissance).
- Véhicule de détection, identification et prélèvement (VDIP): véhicule utilisé pour la détection, l'identification et les prélèvements dans le domaine du risque NRBC.
- Camion citerne rural (CCR): C'est une des déclinaisons du FPT (voir ci-dessus) qui a l'avantage en campagne de pouvoir aussi intervenir sur route ou en forêt.
- Camion citerne rural léger (CCRL): Véhicule de petit gabarit équipant de petits centres de secours.

#### Secours à personne

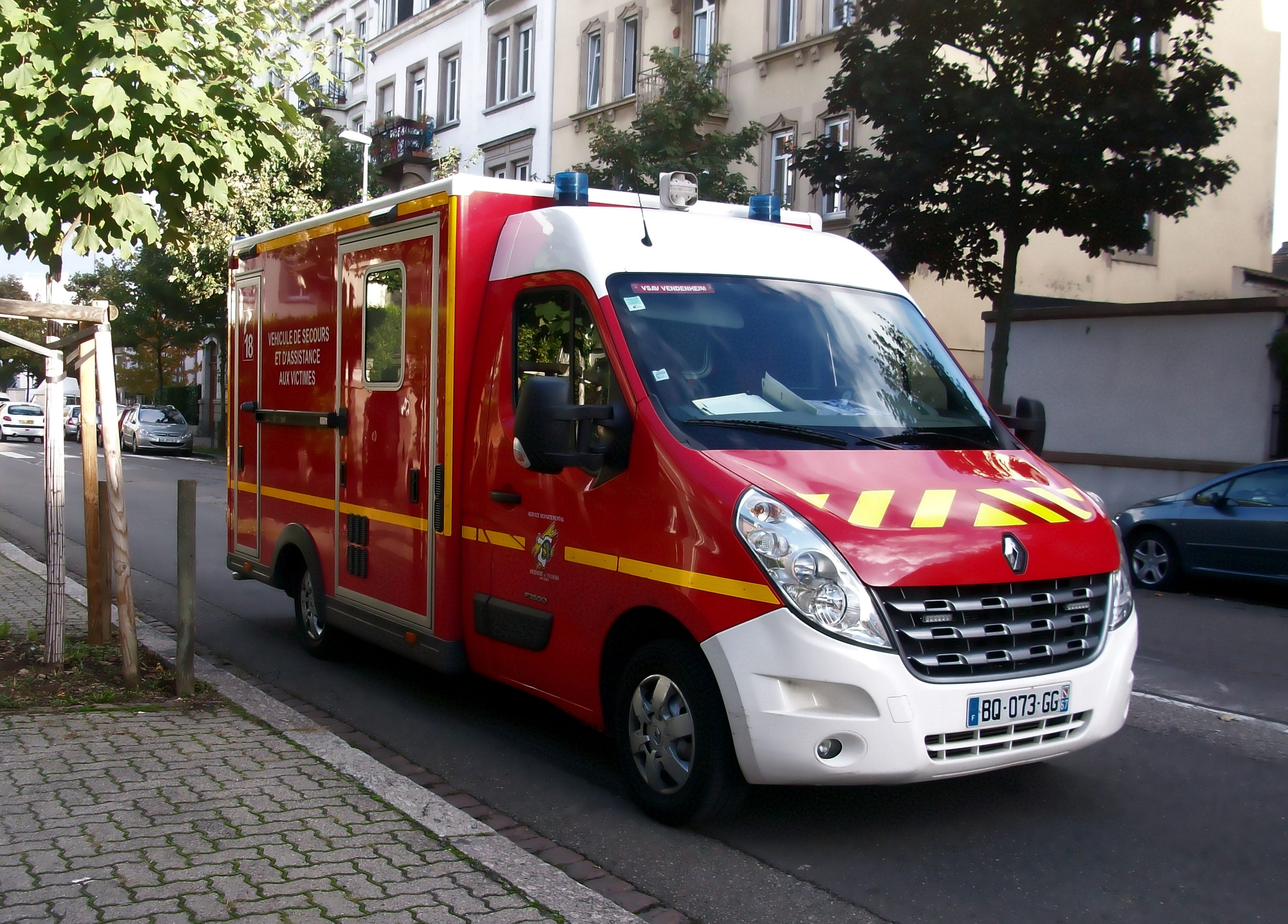
Véhicule de secours et d'assistance aux victimes.

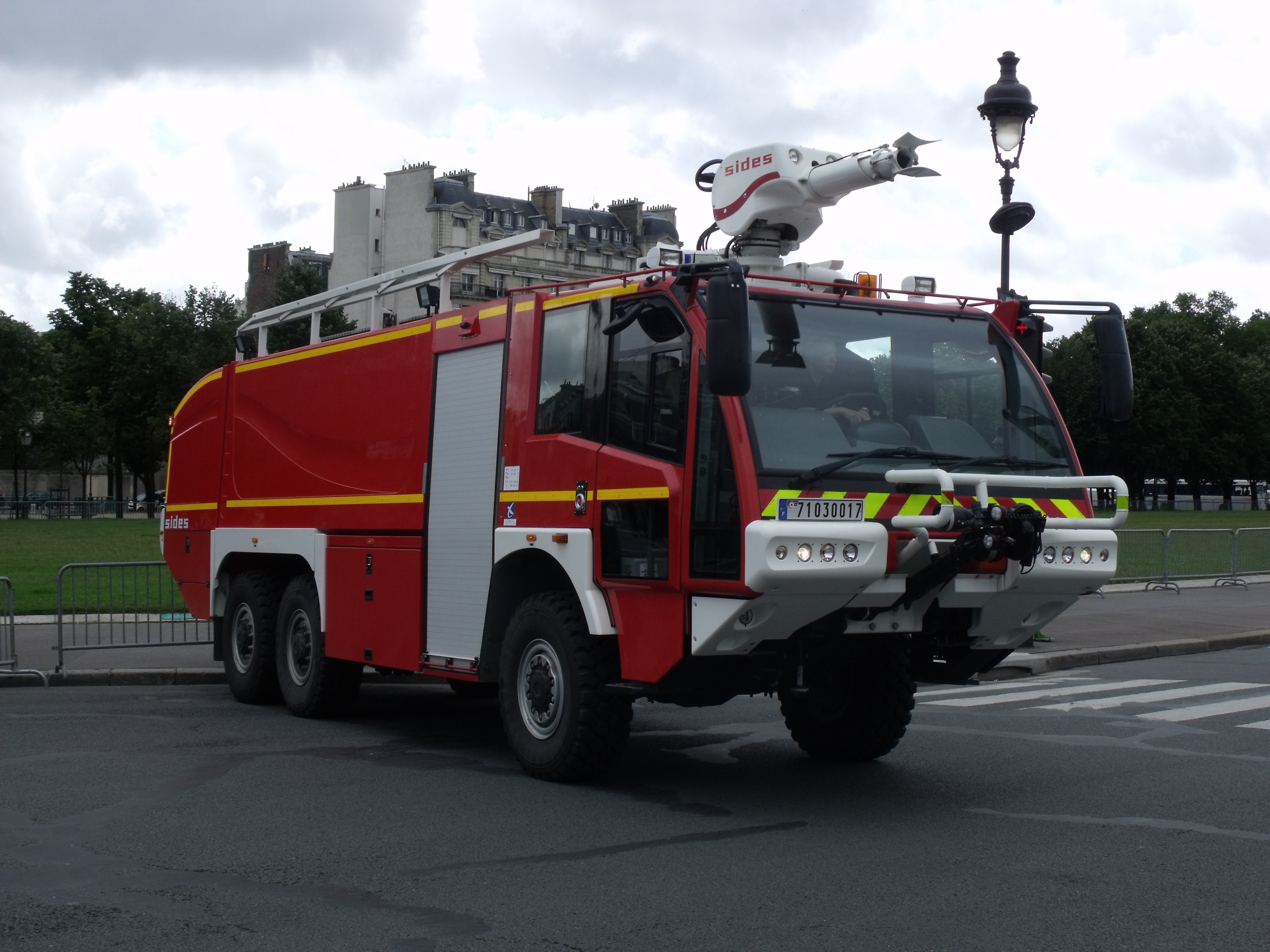
Véhicule des Pompiers de l'Air.

On trouve les types de véhicules suivants :
- Véhicule de secours et d'assistance aux victimes (VSAV) anciennement Véhicule de Secours aux Asphyxiés et aux Blessés (VSAB) ;

l’équipement du VSAV contient le sac de secours avec bouteille d’oxygénothérapie, colliers cervicaux, produits désinfectants, compresses stériles, gants, tensiomètre, le BAVU (Ballon Auto-remplisseur à Valve Unidirectionnelle), etc., un ou plusieurs sacs pouvant être nécessaires pour apporter les différents matériels vers la victime ainsi qu'un DSA (Défibrillateur Semi-automatique) pour pratiquer une réanimation si la personne est en arrêt cardiaque, en attendant le soutien du SMUR.
Les véhicules de secours à personnes sont sérigraphiés et équipés d'un balisage spécial (bandes en alternance jaune et rouge inclinées) afin de signaler un danger au véhicule circulant sur la voie publique.
La taille des véhicules utilisés pour les VSAV sont dénommés comme suit : L2H2, L3H2 ou "cellule carré". Les significations L2H2 par exemple correspondent à la taille de la cellule sanitaire (longueur 2 unité, hauteur 2 unité). Ils sont déterminés par le constructeur du véhicule. Par exemple, sur un châssis L2H2, il est possible d'embarquer une victime et deux pompiers dans la cellule sanitaire.
Les véhicules transportant une victime sont des véhicules de Transport sanitaire.
- Véhicule ou fourgon de secours routier (VSR, FSR) : ces véhicules interviennent lors d'accident de la route, la plupart du temps pour baliser les lieux et, si cela est nécessaire, pratiquer l'extraction d'une personne si celle-ci est bloquée dans son véhicule. Contrairement au VSR, le FSR peut assurer la protection incendie par la possession d'une petite tonne avec une lance à l'intérieur de celui-ci. Ce type de véhicule dispose d'un gyro-mât, un panneau à message variable et/ou un système lumineux permettant d'être visible en toute circonstance. Le VSR est armé par 3 Sapeurs-Pompiers et le FSR est armé par 6 Sapeurs-Pompiers.

- Véhicule radio-médicalisé (VRM) ; voiture (véhicule léger) ayant à son bord un médecin sapeur-pompier ;
- À Paris : Premiers Secours Relevage (PSR, équivalent des VSAV, anciennement VSAB), Premiers Secours Évacuation (PSE, mixte secours à personne/incendie), camionnette de désincarcération et d'éclairage (CDE, équivalent des VSR).
- Selon les départements : Véhicule Léger Infirmier (VL INF ou VLI), véhicule avec un infirmier doté de matériel spécifique pour mettre en œuvre des protocoles d'urgence.
- VLOSS : Véhicule Léger Opérationnel du Service de Santé : armé généralement par un infirmier
- VSS : Véhicule de soutien sanitaire, il a pour but de soutenir les SP en intervention, il est armé par un conducteur, un ISP et MSP
- La BSPP et le BMPM disposent d'ambulances réanimation (AR) et AR néo-natale.
- VLCG ou VLCDG : Véhicule de Liaison du Chef de Groupe, chef sur les interventions à plus de trois véhicules.
- VLCC ou VLCDC : Véhicule de Liaison du Chef de Colonne, chef sur les interventions comportant énormément de moyens matériels
- VLCS ou VLCDS : Véhicule De Liaison du Chef de Site, chef sur toutes interventions où ce derniers intervient. C'est donc souvent lui, le chef de colonne ou le chef de groupe qui prennent le COS (Commandement des Opérations de Secours).

#### Risques spécifiques

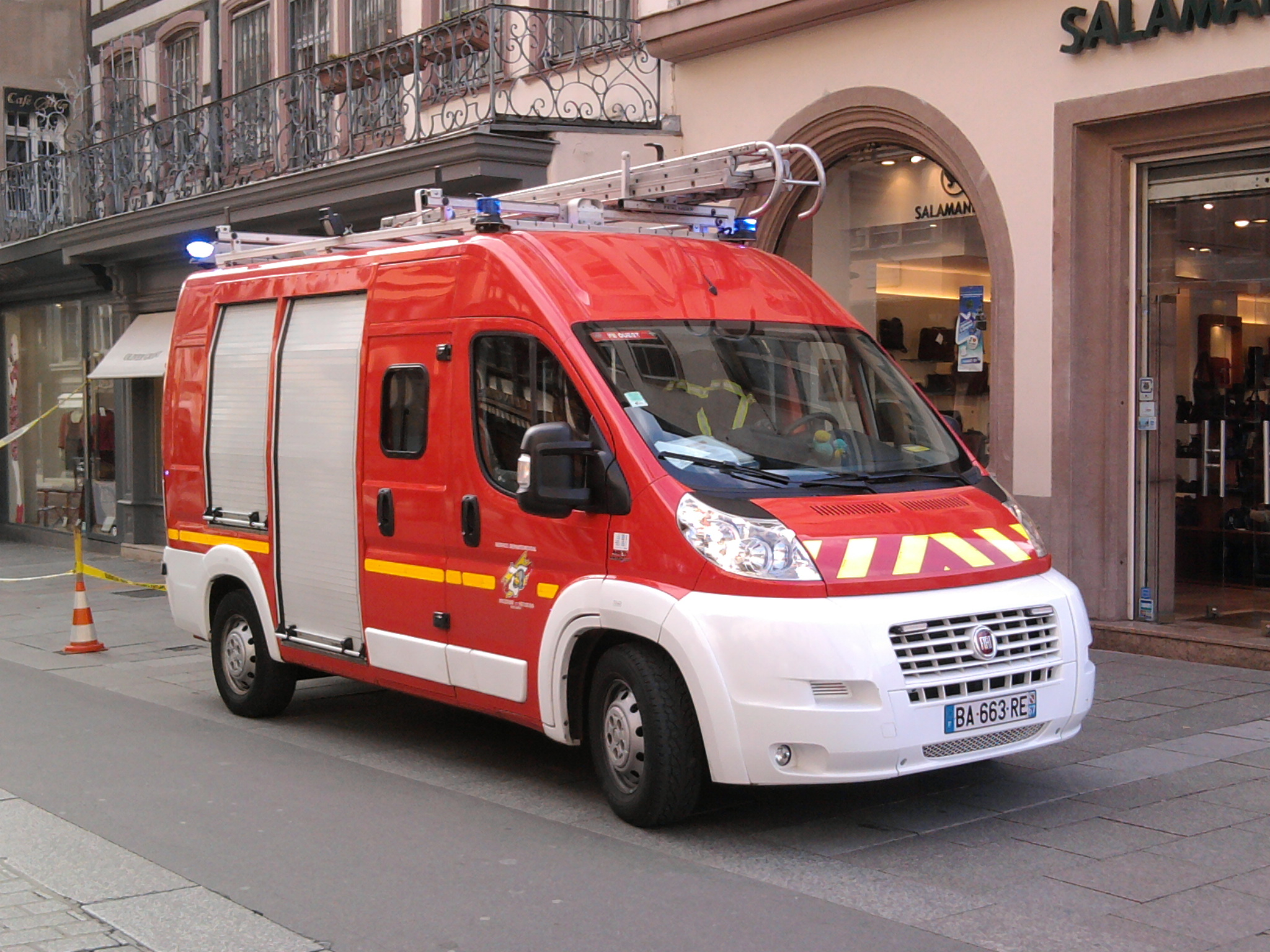
Véhicule de pompier spécifique aux sapeurs-pompiers du Bas-Rhin, le Fourgon Secours (FS).

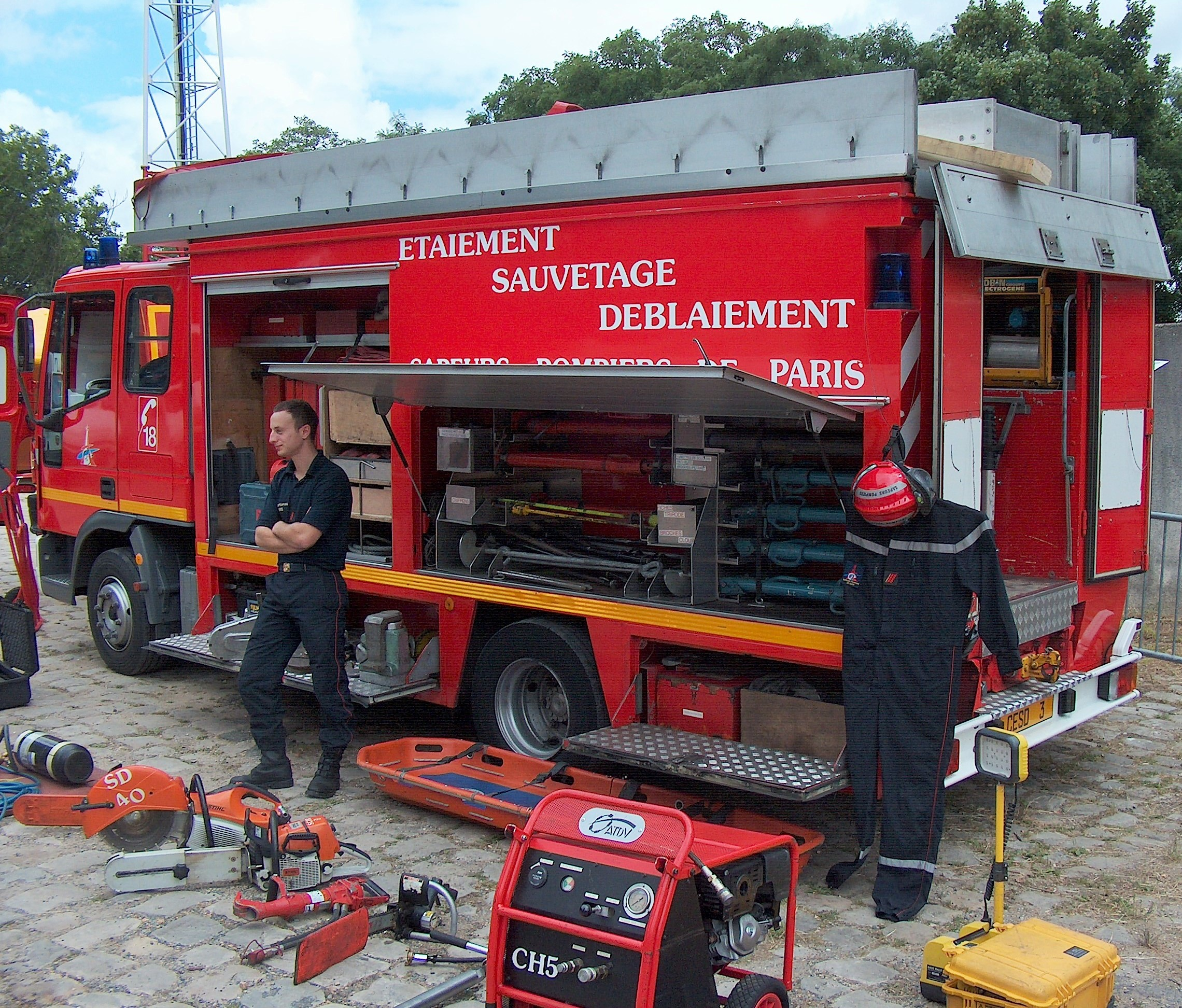
Étaiement, Sauvetage, Déblaiement.

- cellule mobile d'intervention sur les risques chimiques (CMIC) ;
- cellule sauvetage-déblaiement (CESD) ;
- cellule mobile d'intervention sur les risques radiologiques (CMIR) ;
- cellule risques chimiques (CRCH) ;
- cellule étaiement (CE) ;

Ces cellules sont tractées par les véhicules porte-cellule (VPCE).
- Véhicules plongeurs (VPL) ;
- Equipe cynotechnique (recherche en décombres et quête).
- Véhicule d'Intervention en Milieu Périlleux (VIMP) : équipé par des personnels du GRIMP.
- Véhicule d'Intervention pour les Risques Technologiques (VIRT), également appelé CMIC (Cellule Mobile d'Intervention Chimique) et CMIR (Cellule Mobile d'Intervention Radiologique) selon les départements.

#### Autres
- véhicule de liaison hors route (VLHR) ou tout terrain (VLTT) : voiture 4 × 4 pour la reconnaissance et les missions dans les endroits difficiles d'accès ;
- véhicule toutes usages (VTU) ou véhicule toutes interventions (VTI) ou véhicule interventions diverses (VID) ou Camionnette Tout Usage (CTU) : épuisement des caves inondées, ascenseurs bloqués, interventions diverses ; c'est un peu le véhicule « chat dans les arbres » mais dans certaines communes, un certain nombre d'interventions sont déléguées à des entreprises privées : nids de guêpes et d'abeilles, ascenseurs bloqués lorsqu'il n'y a pas de risque…
- Véhicule Poste de Commandement (VPC).
- Véhicule Poste Médical Avancé : Véhicule équipé d'un hôpital de campagne, engagé dans les plans blancs ou ORSEC, quand un incident met en cause de nombreuses victimes.

- Ceilhes-et-rocozels le premier centre à se doter d'un camion citerne forestier urbain du département de l'Hérault (CCFU).

La particularité des véhicules des sapeurs-pompiers parisiens est qu'ils ne bénéficient d'une dérogation au système d'immatriculation des véhicules. Leurs plaques ne portent qu'une identification interne au corps (type du véhicule et numéro de ce véhicule ; exemple : VDE 5 ou PSR 10…). Les véhicules des marins-pompiers de Marseille, sont eux soumis au SIV, avec des plaques des Bouches-du-Rhône.
- Premier secours évacuation (PSE) spécifique à la BSPP, engin hybride étant basé sur mélange d'un fourgon Pompe Tonne léger et VSAV, il est armé par 5 pompiers, et est un des engins qui fait le plus d'interventions sur Paris et sa petite couronne.

## Locaux

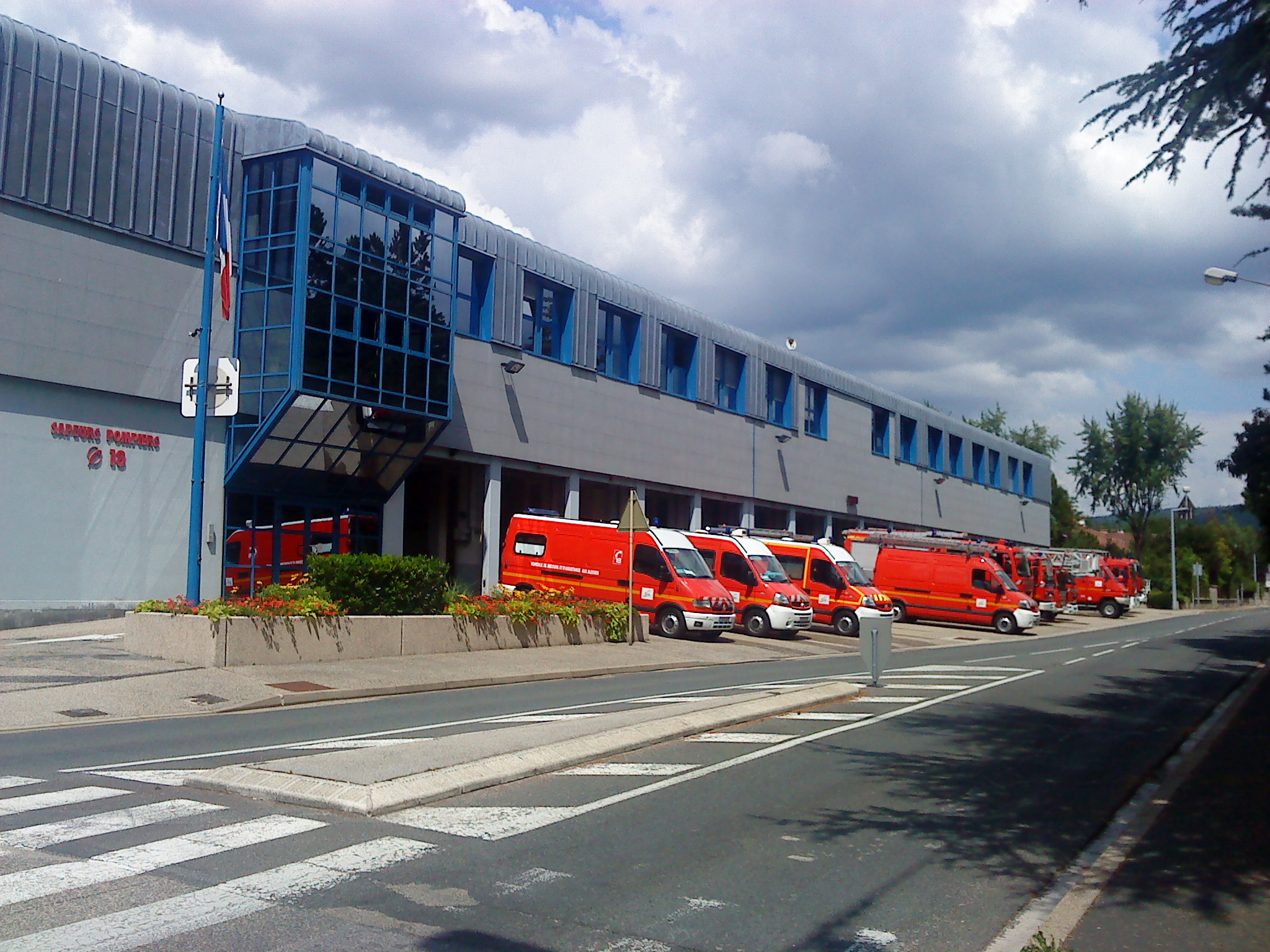
Centre de Secours Principal à Oyonnax.

Pompiers 18

Urgence 112

On distingue quatre types de centre, selon le nombre d'interventions effectuées à l'année et l'équipement :
- les centres d'intervention (CI) ou Centre de première intervention (CPI) : ce sont les centres les plus petits, ils doivent pouvoir assurer au moins un départ, soit pour incendie, soit pour un secours à personne, soit pour une intervention diverse. Cependant, les CI n'existent quasiment plus et sont presque tous devenus maintenant des CS.
- les centres de secours (CS) : ils doivent pouvoir assurer simultanément au moins un départ en intervention pour une mission de lutte contre l'incendie ou un départ en intervention pour une mission de secours d'urgence aux personnes, et un autre départ en intervention
- les centres d'intervention et de secours (CIS) à Marseille ont remplacé les casernes et les postes depuis 2008.
- les centres de secours principaux (CSP) : ils doivent pouvoir assurer simultanément au moins un départ en intervention pour une mission de lutte contre l'incendie, deux départs en intervention pour une mission de secours d'urgence aux personnes et un autre départ en intervention ; ils sont en général situés dans les grandes villes.

Un centre couvre une zone géographique déterminée. Si un centre ne peut pas assurer toutes les missions à un moment donné (par exemple : survenue simultanée de plusieurs accidents ou sinistres), c'est un autre, le plus proche, qui assure les interventions en surnombre (on parle de départ en second appel). Les CSP hébergent des sapeurs-pompiers 24 heures sur 24 qui doivent être mobilisables dans des délais fixés par le Règlement opérationnel (RO) du Corps départemental.
Le mot "caserne", s'il est souvent employé, n'est pas officiel chez les sapeurs-pompiers civils : ce terme n'est pas officiellement reconnu, n'existe pas administrativement ni même de manière académique. Cependant, chez les pompiers militaires, leurs centres de secours sont par définition, officiellement, des casernes.
Le CTA (centre de traitement de l'alerte) et le CODIS (centre opérationnel départemental d'incendie et de secours) sont chargés de la réception des appels au 18 (et parfois au 112) et donnent l'ordre de départ ; le CTA prévient le centre et l'équipage du véhicule qui doit partir et suit le déroulement de la mission, en collaboration avec le SAMU pour la partie médicale.
Lors d'une opération, le commandement est fait sur le terrain (par l'officier ou le sous-officier). Cependant, il y a des centres de coordination opérationnels, qui permettent de savoir quelle équipe est engagée à quel endroit, et de gérer les demandes de renfort. Au niveau départemental, cela est assuré par le CODIS. Pour Paris et les départements de la petite couronne, la BSPP dispose d'un Centre Opérationnel. À Marseille c'est le COSSIM (centre opérationnel des services de secours et d'incendie de Marseille).
Lorsqu'une situation dépasse un département, la coordination est prise en charge par le centre opérationnel de zone (COZ, anciennement CIRCOSC, centre interrégional de coordination de la sécurité civile). Il existe un COZ par zone de défense et de sécurité (la France métropolitaine est divisée en sept zones de défense). Il y a également un centre national, le Centre opérationnel de gestion interministériel des crises (COGIC).
Le « 18 » a été attribué par les PTT pour l’alerte des sapeurs-pompiers en 1932.

## Formation

### Formation initiale et continue
La formation des sapeurs-pompiers comporte une partie incendie et une partie secourisme. Pour pouvoir occuper la fonction d'équipier VSAV il faut détenir au minimum l'unité de valeur de formation de "secours à personnes de niveau 1" SAP 1 englobant les séquences propre au PSE 1 et PSE 2 ainsi qu'un complément professionnel et le SAP 2 pour occuper la fonction de chef d'agrès. La détention du certificat de formation aux activités des premiers secours routiers (CFAPSR) leur permet d'intégrer les équipages des véhicules de secours routier (VSR), et est également obligatoire pour le chef d'agrès VSAV.
La formation initiale des volontaires (FIA, ou FIV) comprend les unités de valeur (UV) suivantes :
- un module cadre administratif et juridique : unité de valeur CAD et REP ;
- un module protection des biens et de l'environnement : unité de valeur DIV ;
- un module incendie : unités de valeur GOC (gestion opérationnelle et commandement), INC et TOP (techniques opérationnelles) ;
- un module secours à personne en équipe : unité de valeur SAP (secours à personne, en fait le CFAPSE).

Le module sur l'appareil respiratoire isolant (ARI) et le lot de sauvetage et de protection contre les chutes (LSPCC) est optionnel pour les petits centres ruraux où les risques sont faibles ; elle est par contre intégrée à la FI pour les centres plus importants. Selon les risques locaux, la FI peut intégrer les premiers secours routiers (CFAPSR) et la lutte contre les feux de forêt (FDF 1).
La formation de base des professionnels comprend une formation d'intégration, suivie d'une formation d'adaptation à l'emploi (FAE) qui comprend obligatoirement tous les modules évoqués ci-dessus.
Lorsque le sapeur-pompier accède à une nouvelle fonction (par exemple lorsqu'il monte en grade), il doit suivre une formation d'adaptation à l'emploi (FAE), qui comprend plusieurs modules de formation ou unités de valeur (UV) : FOR (formateur, dont le monitorat de premiers secours), SAP (secours à personne), IGH (législation sur les immeubles de grande hauteur), ERP (législation sur les établissements recevant du public), COD (conduite des engins, nécessitant le permis poids-lourds comme prérequis), COM (communication, gestion d'équipe), GOC (gestion opérationnelle et commandement), TOP (techniques opérationnelles)…
Il existe des stages de spécialisation et des formations d'adaptation aux risques locaux (FARL) comme les stages de feux de forêt (FDF).
 (février 2023).
Par ailleurs, il est soumis à une formation professionnelle continue (FMA, formation de maintien des acquis), qui comprend la formation continue obligatoire pour les diplômes de secourisme. Les casernes organisent des manœuvres régulières pour les volontaires et les professionnels.
Lors de sa première admission en tant que professionnel ou volontaire, le sapeur-pompier se voit remettre un carnet de suivi de formation (voir la note d'information no 97-925 du 22 octobre 1997) où seront inscrites toutes ses qualifications, unités de valeur, diplômes et formations continues, ce qui facilitera un éventuel changement de corps (mutation, passage volontaire-professionnel).

### Formation des officiers
L’École nationale supérieure des officiers de sapeurs-pompiers (ENSOSP) est créée en 1977 par Monsieur Christian Bonnet, ministre de l’Intérieur. Implantée à Nainville-les-Roches dans l’Essonne, elle ouvre ses portes en  janvier 1979. Le Centre national d’instruction de la protection contre l’incendie, basé à Paris, rue Chaptal, qui formait notamment les officiers et les sous-officiers en matière de prévention, lui est rattaché. En 1986, l’ENSSP devient l’École nationale supérieure des officiers de sapeurs-pompiers (ENSOSP). En 1994, lors de la création de l’INESC, l’École est intégrée à l’Institut. Le décret du 7 juin 2004 donne à l’ENSOSP un statut d’établissement public et transfère l’Institut national d’études de la sécurité civile (INESC) auprès de l’Institut national des hautes études de la sécurité. L’École nationale supérieure des officiers de sapeurs-pompiers (ENSOSP) est aujourd'hui un établissement public national à caractère administratif créé par le décret du 7 juin 2004. Elle est placée sous la tutelle du ministre chargé de la Sécurité civile et est dotée d’un conseil d’administration.
Le site de l'ENSOSP de Nainville-les-Roches a été transféré en 2007 sur une ancienne base militaire des Bouches-du-Rhône, à Aix en Provence . Le baptême des promotions de juin 2007 a donc marqué la fin du site de Nainville-les-Roches. Les derniers enseignements s'y sont déroulés ce même mois. Le site est rendu au ministère de l'Intérieur qui l'a mis en vente.
Depuis la rentrée de septembre 2007, l'enseignement est dispensé exclusivement sur le nouveau site d'Aix-en-Provence (Bouches-du-Rhône), d'abord dans des installations provisoires puis après un concours d'architecture pour la réalisation de la nouvelle école, dans des locaux modernes et parfaitement adaptés à leurs fonctions. Le plateau technique de l'école est situé à quelques kilomètres, sur la commune de Vitrolle.

## Spécialités

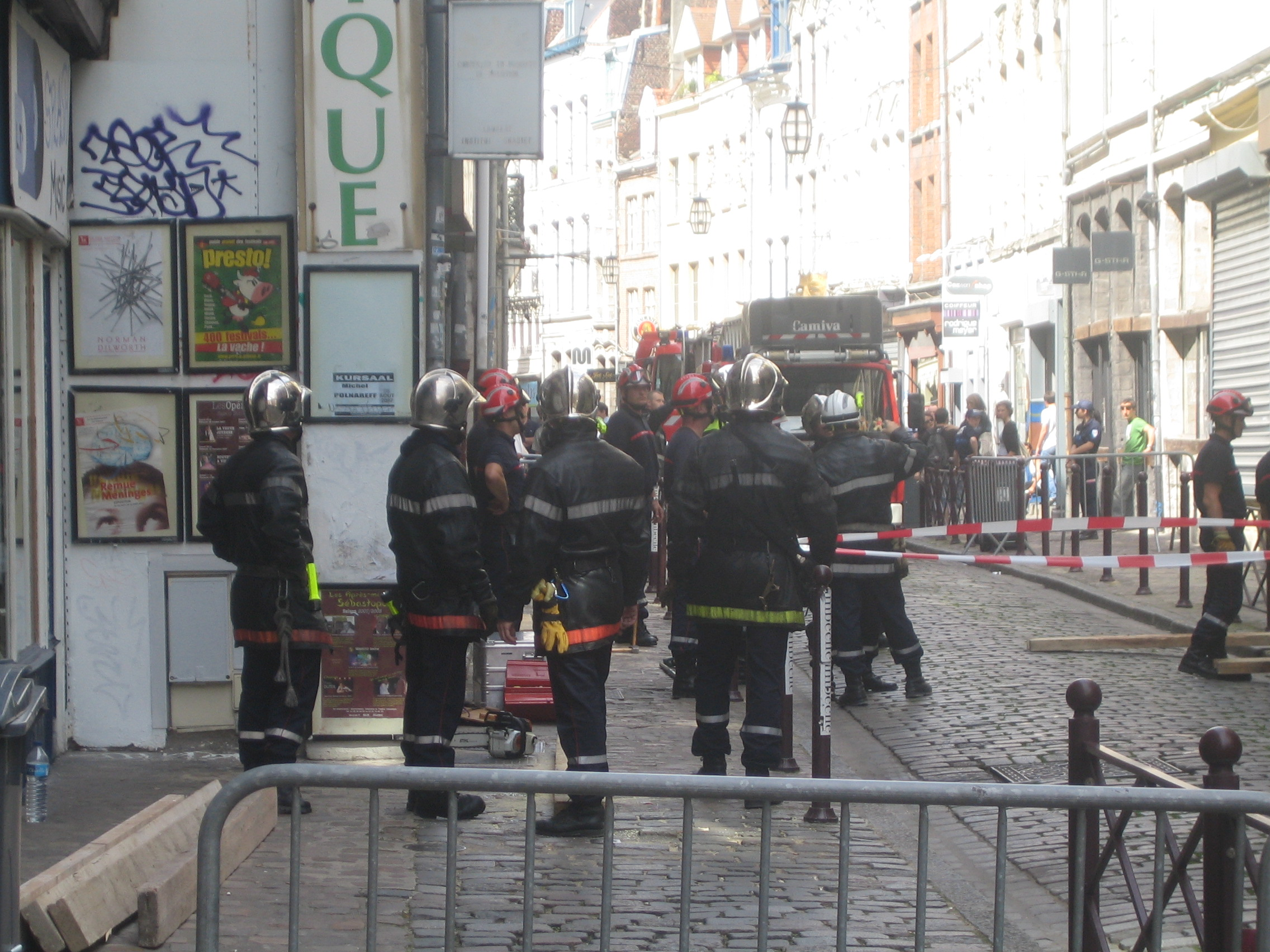
Pompiers intervenant à la suite d'un éboulement de maison à Lille.

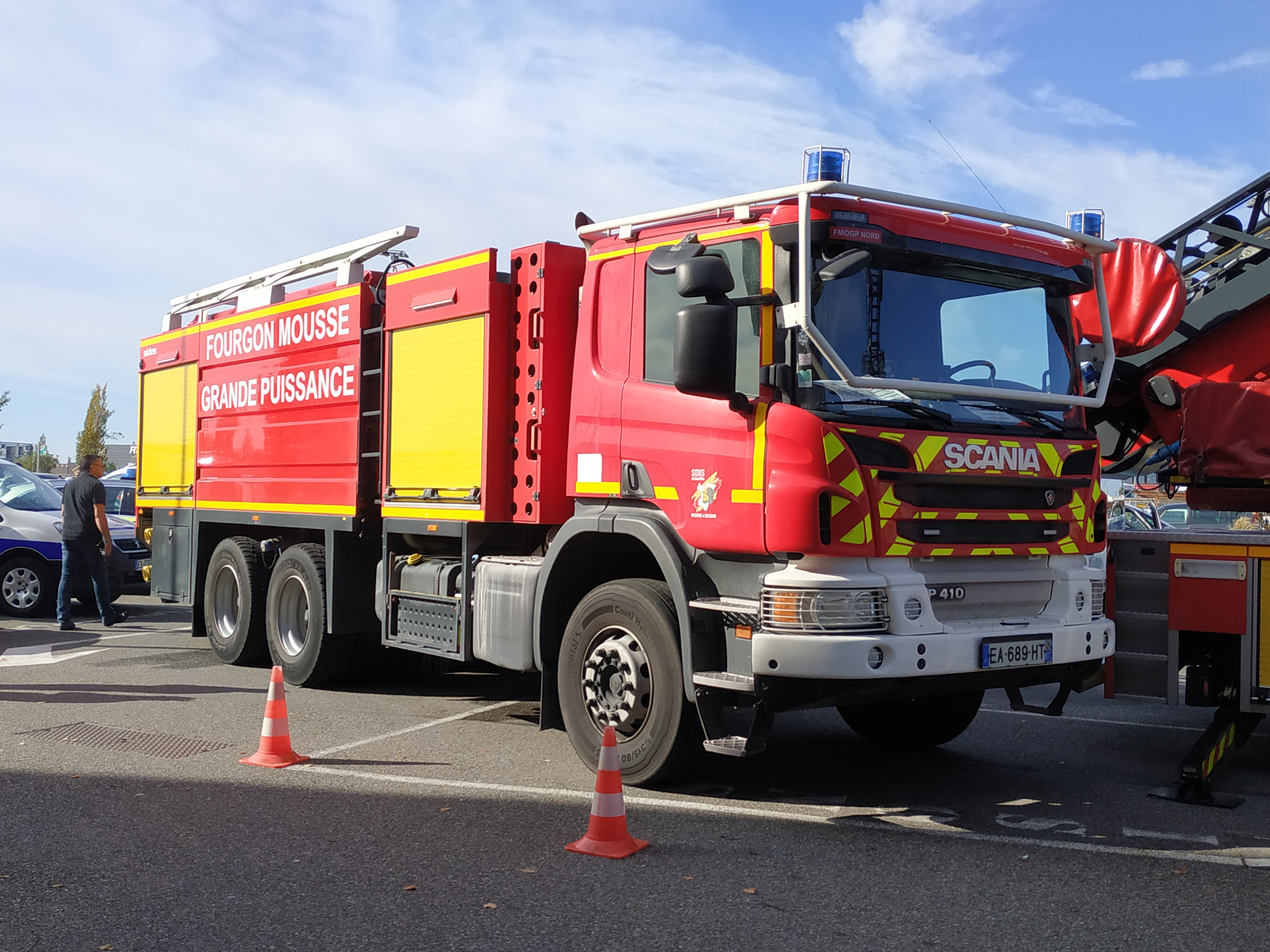
Fourgon mousse grande puissance.

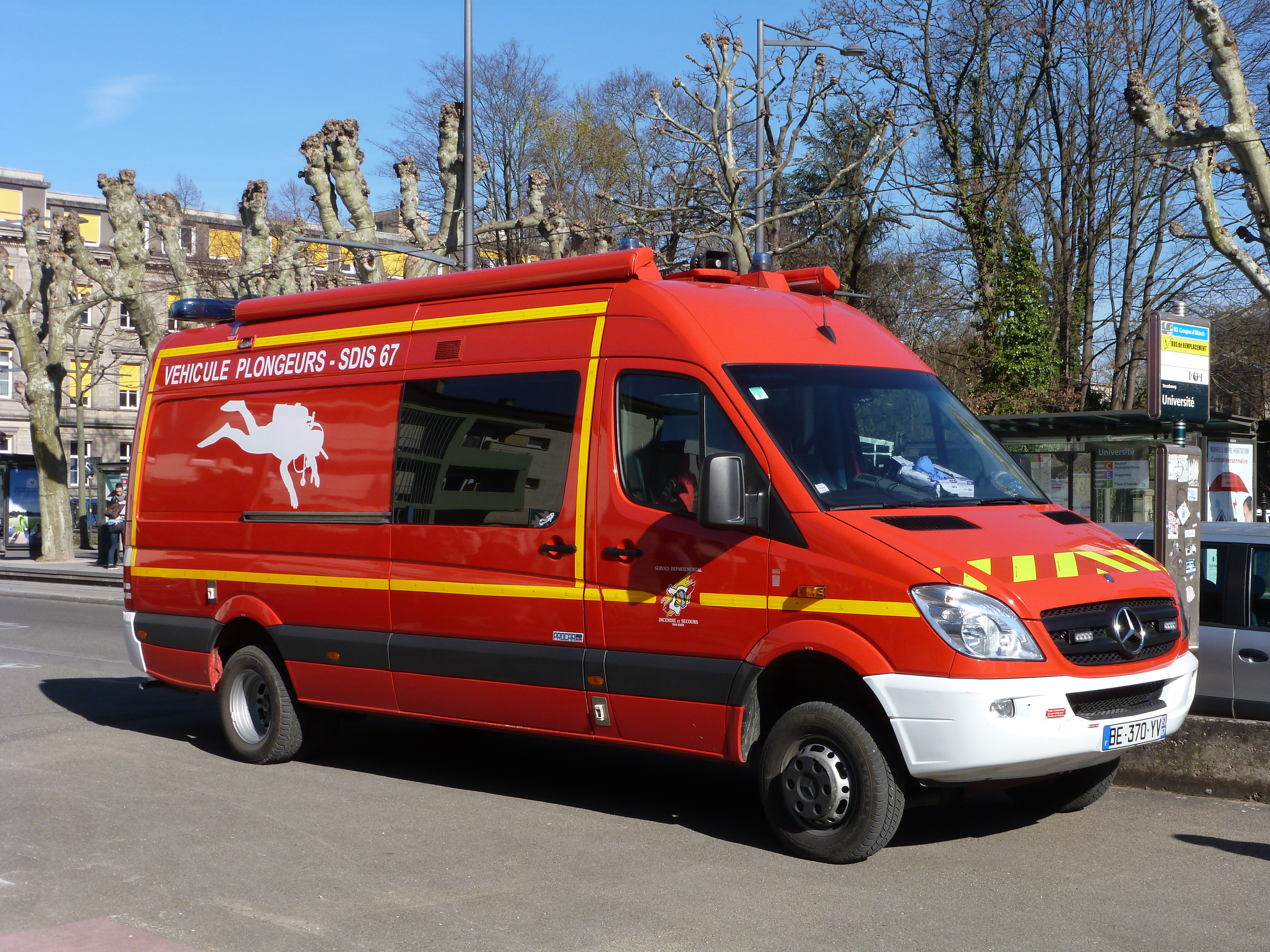
Véhicule destiné aux plongeurs

Les services départementaux disposent d'un groupement de recherche et d'intervention en milieux périlleux (GRIMP, à Paris : GREP, groupement de recherche et d'exploration profonde) chargé des interventions en grande hauteur ou en grande profondeur. La spécialité porte le nom d'IMP (intervention en milieu périlleux).
Ils disposent également d'un groupement de sauvetage-déblaiement (SD) pour l'intervention dans les bâtiments effondrés (explosions, tremblements de terre, glissements de terrain). Ce groupement a pour rôle de rechercher les victimes, avec des chiens et des géostéréophones (auscultation des ruines à la recherche des bruits émis par les survivants), d'accéder aux victimes, permettant ainsi de leur procurer les premiers soins, et de les dégager pour pouvoir les évacuer.
Autres spécialités :
- secours en montagne (SMO)
- secours en canyon (CAN)
- secours routier en ravin (SRRav)
- sauvetage aquatique (SAV) dans la bande des 300 m du littoral : sauveteur aquatique, sauveteur côtier, chef de bord sauvetage côtier, conseiller technique sauvetage aquatique
- cynotechnie (CYNO) : utilisation des chiens pour la recherche de personnes ensevelies et égarées
- risques radiologiques (RAD)
- risques chimiques et biologiques (RCH)
- conduite (COD)
- encadrant des activités physiques (EAP)
- feux de forêts (FDF)
- feux de navires (FDN)
- formation (FOR)
- intervention en milieu périlleux (IMP)
- intervention en site souterrain (ISS)
- plongée (PLG/SAV)
- prévision (PRS)
- prévention (PRV)
- sauvetage déblaiement (SD)
- transmission (SIC)

## Organisation administrative
Les sapeurs-pompiers dépendent de la Direction Générale de la Sécurité Civile et de la Gestion des Crises (DGSCGC) du ministère de l'Intérieur. Au niveau départemental, ils sont sous la responsabilité du préfet de département (du préfet de police pour Paris et la petite couronne). Ils sont en général employés et gérés par le Service départemental d'incendie et de secours (SDIS) qui est un établissement public autonome, géré par un conseil d'administration (CASDIS) composé d'élus. Chaque SDIS est dirigé par un directeur départemental (DD) et un directeur départemental adjoint (DDA) qui sont recrutés parmi les colonels, les colonels hors classe et les contrôleurs généraux de sapeurs-pompiers professionnels.
La lutte contre les calamités sur une commune est du ressort du maire ; initialement, les sapeurs-pompiers étaient communaux. La loi de finances de 1898 prévoyait, pour la première fois, une subvention de l'État aux communes pour organiser cette lutte contre l'incendie, et celle-ci devient un poste de dépense obligatoire en 1913. Un changement de fond a eu lieu à la fin des années 1990 – début des années 2000 avec la départementalisation : les sapeurs-pompiers sont désormais rattachés au département via le SDIS, et les municipalités financent le SDIS de manière obligatoire. Cette départementalisation s'est accompagnée d'une « rationalisation » des moyens, c'est-à-dire du regroupement des petits centres de première intervention (CPI) et donc de la disparition de certains de ces centres, ce qui a provoqué un grand mécontentement tant du côté des sapeurs-pompiers, qui perdaient le contact avec la commune, que des élus et des citoyens, qui voyaient disparaître le CPI de proximité.
La dotation des centres en personnel et en matériel est décrit dans le schéma départemental d'analyse et de couverture des risques (SDACR).

### Grades des pompiers militaires
Les pompiers militaires ont la même hiérarchie que celles des autres corps militaires et donc, ont des grades et appellations de leur corps d'armée : par exemple ceux du génie militaire pour les sapeurs-pompiers de Paris (hormis ceux du grade de caporal-chef[réf. nécessaire]), ceux de l'infanterie pour les pompiers militaires du camp de Canjuers, et ceux de la Marine nationale pour les marins-pompiers de Marseille.

### Le service de santé et de secours médical (SSSM)
Le SSSM est le service de santé et de secours médical. Il regroupe les médecins, les pharmaciens, les vétérinaires et les infirmiers sapeurs-pompiers. Son rôle est :
- le suivi médical des sapeurs-pompiers (visites médicales d'aptitude),
- le soutien sanitaire opérationnel des sapeurs-pompiers en intervention,
- la participation à l'aide médicale urgente

Grâce à leur maillage territorial, les médecins et infirmiers assurent des soins d'urgence de proximité. Ils interviennent seuls ou en binôme au côté des sapeurs-pompiers secouristes. Les infirmiers sapeurs-pompiers sont autorisés à appliquer, sans la présence d'un médecin, des protocoles d'urgence rédigés par le médecin-chef du SDIS.
- les pharmaciens assurent la gestion de la pharmacie à usage intérieur et assurent un conseil technique sur les interventions à caractère biologique, chimique ou radiologique.
- les vétérinaires surveillent l'état de santé des chiens des équipes cynophiles, interviennent sur les urgences concernant des animaux ou dans le domaine de la chaîne alimentaire.

### Le Conseil national des sapeurs-pompiers volontaires
Le Conseil national des sapeurs-pompiers volontaires est créé par décret du 27 octobre 2014. Il est  placé auprès du ministre chargé de la sécurité civile, a pour mission d'éclairer le Gouvernement, les collectivités territoriales et leurs établissements publics dans la définition et la conduite des politiques publiques visant à pérenniser et développer le volontariat dans les services d'incendie et de secours. Il constitue la structure de coordination nationale des conseils départementaux de sécurité civile pour la promotion du volontariat chez les sapeurs-pompiers.
Le Conseil national comprend 24 membres : membres des administrations de l'Etat, représentants du parlement, représentants des collectivités locales, responsables des services d'incendie et de secours, pompiers représentants les pompiers volontaires, représentants des employeurs privés de sapeurs-pompiers volontaires, représentants de l'agriculture et de l'artisanat, et une personnalité qualifiée.

## Accidents de service
Entre 2000 et 2019, 239 sapeurs-pompiers sont décédés, dont 25 en 2002 contre 2 en 2017.
| Période     | Accident de la circulation | Site d'intervention | Origine pathologique | Accident de trajet | Autres circonstances |
| ----------- | -------------------------- | ------------------- | -------------------- | ------------------ | -------------------- |
| 2000 à 2009 | 27                         | 50                  | 35                   | 31                 | 9                    |
| 2010 à 2019 | 12                         | 32                  | 20                   | 18                 | 4                    |

On dénombre environ 8 900 accidents par an pour les sapeurs-pompiers professionnels, et ils causent 500 000 jours d'arrêts de travail. Au niveau national, le Bureau de prévention d'accidents et d'enquête (BPAE) est chargé d'enquêter sur les accidents afin de faire évoluer la formation, le matériel. Au niveau départemental, le SDIS dispose d'un comité d'hygiène et de sécurité (CHSCT).
La première cause d'accident de service sont les blessures ou fractures subies lors des activités physiques et sportives et représentent entre 70 et 80 % des arrêts de travail chez les sapeurs-pompiers.
Par ailleurs, d'autres accidents sont liés à la circulation routière. Cela comprend :
- les accidents des volontaires se rendant à la caserne pour intervention ;
- les accidents de circulation entre la caserne et le lieu de l'intervention ;
- les accidents causés par d'autres véhicules sur les lieux de l'intervention.

L'autre grande source d'accident sont les interventions sur incendie :
- accident thermique, notamment lors d'un feu d'intérieur ;
- explosion de gaz ;
- chute ou effondrement dans un bâtiment ;
- véhicule cerné par les flammes lors de feux de forêt.

Parmi les accidents, on compte la première femme sapeur-pompier volontaire morte au feu (feu de grange du 25 août 2005 à Sandaucourt, Vosges).
La profession a été classée « métier à caractère dangereux » par l'article 67 de la loi no 2004-811 dite « de modernisation de la sécurité civile » du 13 août 2004. La seule conséquence concrète de cette classification est une augmentation des assurances privées (assurance du logement, assurance-décès des emprunts…) pour les sapeurs-pompiers[réf. nécessaire].

#### Littérature
- Tous pompiers : Portraits de sapeurs-pompiers volontaires, Éditions des pompiers de France, 2005 ;
- Nos pompiers, Éditions Sélection du Reader's Digest, 2011, 208 p. ;
- Eric Deroo, Soldats du feu, Éditions Pierre de Taillac, 2011, 240 p. ;
- Les Pompiers, Nane Éditions, 2014, 48 p.
- Alain Bailloux, Le Jargon du Sapeur-Pompier, Éditions Édilivre, 2014, 96 p.
- Jean-Jacques Faucher, « Histoire des sapeurs-pompiers de Brioude », Almanach de Brioude, Brioude,‎ 2024

#### Textes législatifs
- code général des collectivités territoriales, notamment les articles R.1424-1 à R.1424-55 concernant l'organisation des sapeurs-pompiers et des Services départementaux d'incendie et de secours (SDIS)
- le code de la route, Chapitre II du Titre 3 du Livre IV de la Partie réglementaire, intitulé « Véhicules d'intérêt général »
- loi no 2004-811 du 13 août 2004 de modernisation de la sécurité civile
- loi no 2011-851 du 20 juillet 2011 relative à l'engagement des sapeurs-pompiers volontaires et à son cadre juridique
- loi no 92-125 du 6 février 1992 relative à l'administration territoriale de la République
- loi no 96-369 du 3 mai 1996 relative aux services départementaux d’incendie et de secours (JO du 4 mai 1996)(intégrée au code général des collectivités territoriales) : départementalisation
- loi no 96-370 du 3 mai 1996 relative au développement du volontariat dans les corps de sapeurs-pompiers
- Loi n° 2016-1867 du 27 décembre 2016 relative aux sapeurs-pompiers professionnels et aux sapeurs-pompiers volontaires
- décret no 87-965 du 30 novembre 1987 relatif à l'agrément des transports sanitaires terrestres
- décret n°90-850 du 25 septembre 1990 portant dispositions communes à l'ensemble des sapeurs-pompiers professionnels
- décret n° 2012-520 du 20 avril 2012 portant statut particulier du cadre d'emplois des sapeurs et caporaux de sapeurs-pompiers professionnels
- décret n° 2012-521 du 20 avril 2012 portant statut particulier du cadre d'emplois des sous-officiers de sapeurs-pompiers professionnels
- décret n° 2012-522 du 20 avril 2012 portant statut particulier du cadre d'emplois des lieutenants de sapeurs-pompiers professionnels
- décret n° 2016-2008 du 30 décembre 2016 portant statut particulier du cadre d'emplois des capitaines, commandants et lieutenants-colonels de sapeurs-pompiers professionnels
- décret n° 2016-2003 du 30 décembre 2016 relatif à l'emploi de directeur départemental et directeur départemental adjoint des services d'incendie et de secours
- décret n° 2016-2002 du 30 décembre 2016 portant statut particulier du cadre d'emplois de conception et de direction des sapeurs-pompiers professionnels
- décret n° 2016-1176 du 30 août 2016 portant statut particulier du cadre d'emplois des infirmiers de sapeurs-pompiers professionnels
- décret n° 2016-1177 du 30 août 2016 portant statut particulier du cadre d'emplois des cadres de santé de sapeurs-pompiers professionnels
- décret n° 2016-1236 du 20 septembre 2016 portant statut particulier du cadre d'emplois des médecins et des pharmaciens de sapeurs-pompiers professionnels
- annexe du décret du 8 avril 2015 sur l'habillement
- arrêté du 18 octobre 2001 relatif à la formation des sapeurs-pompiers professionnels (NOR : INTE0100621A), JO du 24 novembre 2001
- décret no 2007-449 du 25 mars 2007 relatif aux missions et à l'organisation du bataillon de marins-pompiers de Marseille (JO du 28 mars 2007)